# Tropical-Rouge！光之美少女
是由東堂泉製作的魔法少女動畫，為「光之美少女系列」第十八作，第十六代光之美少女。2021年2月28日於朝日放送和朝日電視台播放。台灣由東森幼幼台在2021年6月19日以「熱情閃耀！光之美少女」的名義首播。

## 概要
- 本作的主題為「海洋」與「化妝」，關鍵詞是「當下最重要的事情！」。[1]

## 故事簡介
夏海真夏是個在小島長大的少女，這個春天她前往藍天市踏入國中生涯。真夏在搬家的當天遇見人魚少女蘿拉，原來蘿拉的國家「人魚王國」格蘭海洋遭到陰暗海底的慢慢魔女的襲擊，格蘭海洋王國的人民的所有活力能量被慢慢魔女給奪走，變得渾身無力。而且敵人甚至也將人類列為目標，如果放任不管的話那麼全世界人們的活力能量也會被奪走，為了阻止慢慢魔女，蘿拉奉人魚女王之命來地面上尋找「傳說中的戰士」——光之美少女。
當慢慢魔女的僕人現身地面企圖捉住蘿拉，真夏一心想著「我現在最應該做的事情，那就是……！」她爆發活力能量並變身成光之美少女──「夏日天使」！真夏為了幫助蘿拉不讓慢慢魔女把活力能量給奪走變身成為「夏日天使」。他們還順利找到另外三位中學生涼村珊珊、一之瀬實，瀧澤飛鳥變身成為「珊瑚天使」，「水果天使」、「紅鶴天使」。她們將與慢慢魔女的僕人展開戰鬥的同時完成光之美少女的使命，就連學校課業跟社團活動，也要用活力展現熱情閃耀的活力！

## 登場人物
※注意：部分名字及用詞尚無正式中文譯名，有關翻譯暫以劇中解釋為準。

### 光之美少女（Precure）

#### 本作的光之美少女
本作的光之美少女均為藍天中學的「活力熱情社（Tropical Club）」成員。
除升上高中的飛鳥和返回格蘭海洋的蘿拉外，真夏於第46集片尾率領其他同學們一起擴建房間，並更名為「更加活力熱情社（Motto Tropical Club）」。
夏海真夏／夏日天使（Natsuumi Manatsu／Cure Summer）
配音：菲魯茲·藍（日本）；李珮嘉→林沛笭（台灣）；顧詠雪→黃穎誼（香港）
形象顏色：        彩色（  粉紅色）
生日為8月1日，獅子座。
就讀國中一年級，為了上學而從南乃島搬到藍天市。
充滿陽光氣息和幹勁，凡事都先考慮現在最重要的事，屬於先行動後思考的類型。因有充滿幹勁的強烈意志力，使得延遲獸無法吸走自己的幹勁能量。
很十分重視媽媽送給自己的唇膏。
身體條件非常強悍，即使背著快滿出來的行李箱重到向後倒時，仍能跳起來，在輪船上能抓住上方的欄杆一口氣翻到輪船上層，還能在山坡地跳上跳下。在《光之美少女 All Stars F》中甚至能輕鬆爬上一棵樹摘果子。
唯一缺點是不擅長打包整理，見到媽媽後行李背包落地時物品都瞬間爆出。學業成績很差使每科都不及格，但為了繼續參加社團活動而拚命補考達到及格分數（第10集、第11集）。
不拘小節，不太在乎面子。喜歡學校和所有充滿熱帶風情的人事物，因此希望加入體育社團。
口頭禪是「超熱情的啦～！（トロピカってる～！）」。
喜歡的食物是酪梨。
小時候跟一位人魚成為好朋友，但對方離開後不知姓名而感到難過，之後養成不論是和誰見面時第一件事是先問對方名字的習慣。
第1集在乘船往藍天市的途中，不小心將媽媽送給自己的唇膏丟進海裡，被在附近的蘿拉給撿到，在新家附近的海灘與蘿拉偶遇拿回唇膏。之後瓊吉雷現身海灘附近時，為拯救被抓住的蘿拉而爆發幹勁成功變身。
第2集入學後一心只想享受校園生活，被蘿拉誤會不想理會光之美少女的使命差點拆夥。
第10集被延遲到底獸搶走幹勁能量，一度變得無精打采到差點不想當光之美少女，但後來看到同伴們奮戰到底的英姿，重新孕育幹勁能量一起擊退延遲到底獸。
與《Go! Princess 光之美少女》的海藤南一樣很怕鬼怪，遇到以為是被幽靈附身會說話（實為艾爾達操弄）的人偶會嚇個半死（第19集）。
第20集抽到獨一無二至尊版熱帶波蘿麵包回熱帶社時，被廣播通知掉失自己的錢包，結果波蘿麵包不翼而飛。
第21集邀請熱帶社的大家來南乃島進行社團合宿。
第25集為保護班導師櫻川老師不被革職於是激發全班同學的團結力進而協助老師課堂上的表現。
第35集學校舉辦萬聖節派對，由於努梅麗以前弄丟的紫色延遲獸球無意觸動吸收全校師生們的幹勁能量，加上蘿拉當下缺席的情況下，自己拿著人魚水壺回收被奪去的幹勁能量用必殺技淨化延遲獸，但因沒特殊能力，幹勁能量卡在人魚水壺中而無法自動物歸原主，真夏選擇手動把能量強行倒在師生們身上，結果幹勁能量導致大家互換個性沒多久又變得乏力，令趕至的蘿拉把自己自責起來，後來在四位隊友的建議突破心理陰影下解圍。
第42集結尾讓藍天市以及藍天中學眾人的幹勁能量從巴特勒的手上奪回來，不幸被對方所製造的鯨魚超絕對延遲獸給吞入，途中於夢中再次與綠洲天使相遇。
第43集從綠洲天使得知她以前和被其所救的人互動，但來不及知道對象就甦醒過來，醒來後從鯨魚口中離開並來到延遲魔女的大本營，決定要拿回藍天市所有人的幹勁能量後說服延遲魔女，在敵方大本營到處探索途中看到夥伴們在外面與延遲獸交戰，趕緊出外與夥伴們會合加入戰局，在打倒努梅麗的聽診器型延遲獸後，蘿拉也趕來會合並集結五人力量成功淨化巴特勒所製造的鯨魚超絕對延遲獸，五人決定再次進入敵方大本營想辦法說服延遲魔女。
第45集目睹蘿拉和人魚女王的交談內容，得知蘿拉接下來勢必會離開大家回到海洋世界成為新任女王。
第46集在舞台劇的結局片段面對蘿拉以演戲方式向大家告別時，最終忍不下去崩潰抱住蘿拉大哭希望不要就這樣離開，而蘿拉安慰自己後展開最後的歌唱演出，真夏還未回到狀況扶著燈塔布景，卻不小心把燈塔布景給弄倒在蘿拉身上造成爆笑場面，在校園舞台劇演出結束後蘿拉也正式要離開大家，在蘿拉離開前，把自己的唇膏送給蘿拉當作定情物，蘿拉回到大海後期盼著哪天能再見面，之後五人失去自己的愛心戒指，且不只蘿拉，連包含真夏等陸地世界的人也跟著忘掉蘿拉的存在，直到蘿拉某天再度回來到陸地世界和真夏於第1集初次見面的地方兩人再度碰面，起初雙方都忘記彼此直到蘿拉拿出真夏送的唇膏後兩人終於想起彼此是誰和所有記憶。該集片尾曲結束後與下面四人一同為後輩和實結做上妝服務，並且真夏還給後輩小結一個唇膏，再要深入交流時小結被告知該去戰鬥，於是真夏也沒多問什麼就此送別小結離開，最後才發覺到自己似乎踩到狗屎。
變身咒語為「光之美少女！熱情變身！」。
變身的上妝順序是「臉頰（チーク）→眼睛（アイズ）→頭髮（ヘアー）→嘴唇（リップ）→服裝（ドレス）」。
代表妝容是唇膏，象徵圖形為愛心。
變身口號為「熱情活力的夏天！夏日天使！」。
官方在宣傳介紹中以彩色定為其主調，與過往多代的粉紅色有一定分別。
在前作《Healin' Good ♥ 光之美少女》最終回初次登場。
是使用必殺技淨化延遲獸次數最多的光之美少女。
- 必殺技

光之美少女 烈焰夏日攻擊（Precure Otento Summer Strike）
輕吻愛心唇膏魔法棒，吹出巨大的橙色太陽形能量氣球，再跳起來用愛心唇膏魔法棒將能量打擊出去，淨化敵人，最後以「勝利（Victory！）」收尾。
涼村珊瑚／珊瑚天使（Suzumura Sango／Cure Coral）
配音：花守由美里（日本）；李珮嘉（台灣）
形象顏色：  紫色
生日為5月9日，金牛座。
就讀國中一年級，真夏的同班同學。
喜歡可愛的東西，很有時尚感的女生。
待人溫柔，很會跟大家打成一片。
家裡開化妝品店「漂亮妝潔（Pretty Holic）」，對化妝有相當的認識，也喜歡化妝。
第3集跟真夏和另外三位同學到藍天水族館遊玩中途不慎走散，隨著蘿拉的歌聲走到第2集的空置水池，遇到真正的人魚蘿拉發自內心覺得她很可愛。翌日目睹真夏變身與蘿拉並肩作戰為了保護二人而成功變身。
與《Smile 光之美少女！》的綠川直一樣，最怕蟲子，即使是小蟲都會嚇得魂飛魄散（第13集）。
很擅長照顧幼兒和陪他們玩耍（第14集）。
變身咒語為「光之美少女！熱情變身！」。
變身的上妝順序是「嘴唇（リップ）→眼睛（アイズ）→頭髮（ヘアー）→臉頰（チーク）→服裝（ドレス）」。
代表妝容是胭脂，象徵圖形為四葉幸運草。
變身口號為「燦爛閃耀的寶石！珊瑚天使！」。
將雙手食指交叉向前，就能製造出「×」形的盾牌進行防禦。
- 必殺技

光之美少女 明亮珊瑚淨化（Precure Mokomoko Coral Diffusion）
輕吻愛心唇膏魔法棒，吹出巨大的紫色領結形能量氣球，坐上去後能量快速分解增生出小型愛心，以愛心唇膏魔法棒指向敵人，無數愛心就會將敵人包起來淨化，最後以「勝利（Victory！）」收尾。
一之瀨實／水果天使（Ichinose Minori／Cure Papaya）
配音：石川由依（日本）；傅其慧（台灣）
形象顏色：  黄色
生日為11月21日，天蠍座。
就讀國中二年級，喜歡閱讀，知識淵博。
是個資優生，總是一副撲克臉，喜怒不形於色，堅持己見。
從小特別喜歡「人魚公主」，相當熟悉有關人魚的傳說和故事，甚至為此還自己撰寫一份跟人魚有關的小說，影射自己想和人魚一起冒險的故事。曾在隸屬文藝社時把這份小說給他人看，但是卻被回絕導致實心理受到打擊，自此從而否定人魚這些幻想生物的存在可能性。直到第28集她才對眾人說出封筆的原因：因為自己所寫的這份小說被學姐評為「照抄別人的情節，欠缺自己的風格」。
想像力豐富、連帶有一定的推理能力，例如第7集推斷出庫魯倫擱淺的原因和包裹落的位置，還有第20集也看得懂庫魯倫手語表達的意思和想法。
喜歡的食物是可樂餅，第15集其母親曾提及過她小時候曾經因為吃得太多而令肚子如可樂餅般漲起來。
似乎很喜歡水母（第27集）。
第4集在圖書館巧遇真夏和珊瑚，雖然喜歡人魚，但否定人魚的存在。隔天撞見兩人，發現真夏正在閱讀自己以前寫的故事，面對真夏興高采烈的讀後心得卻顯得不知所措，甚至出言否定自己的故事。隔天前往博物館參觀人魚展覽時與真夏、珊瑚道歉，還巧遇蘿拉，嚇一大跳，接著無意間目睹真夏與珊瑚變身作戰，想幫助她們卻認為自己做不到，在蘿拉的說教之下才鼓起勇氣，成功變身。
個性低調，除了對於自己的私事不但非常收斂，不想給人知道之外，本人也不喜歡隨意亮相（即使是廣播劇出聲音也一樣），比較習慣做幕後的工作（第13集）。
第14集為幼兒園小朋友們朗讀童話故事時，因講話像白開水平淡而不受歡迎。
第15集在幫壘球社製作加油用橫布條時，不小心跟蘿拉一起被吸進人魚水壺，出來卻意外發現自己與蘿拉交換身體，因此利用蘿拉的身體體驗一次人魚的生活，包括操縱人魚水壺到處移動及在海裡游泳，不過因為本身仍是人類，因此還是不太會操縱人魚水壺，而且跟蘿拉經常在人多地方出沒的作風相反，在蘿拉身體時會選擇在遠離人類的大海中活動。之後在延遲到底獸來襲時，因為愛心戒指的力量恢復原狀。
第16集撞見蘿拉在看故事書《小美人魚》，提醒她「人在追求一項目標時，往往需要犧牲別的事物來完成」。
第20集在真夏的至尊版熱帶波蘿麵包失蹤事件中化身成「閃亮偵探」想找出偷吃掉至尊版熱帶波蘿麵包的犯人，於是把除了受害者真夏以外的熱帶社所有成員都當成偷吃的嫌疑犯，然而自己也被甩脫不掉有偷吃嫌疑，四人彼此就這樣互相猜忌產生了嫌隙，導致與該集延遲到底獸的戰鬥無法團結起來，後來隨著蘿拉想起並主動承她自己就是犯人之後得以冰釋。
雖然其變身稱號裡有「水果」二字，但意外的是她本人竟然從未親自品嘗過水果的滋味，直到第40集才第一次嘗試。
變身咒語為「光之美少女！熱情變身！」。
變身的上妝順序是「臉頰（チーク）→嘴唇（リップ）→頭髮（ヘアー）→眼睛（アイズ）→服裝（ドレス）」。
代表妝容是睫毛膏，象徵圖形為水滴。
變身口號為「閃亮耀眼的果實！水果天使！」。
用耳環上的半月形飾物蓋住眼睛就能發射光線攻擊，甚至可以射瞎敵人的眼睛。
- 必殺技

光之美少女 爆裂水果射擊（Precure Panpaka Papaya Shoot）
輕吻愛心唇膏魔法棒，吹出巨大的黃色木瓜形能量氣球將自己包起來，再以愛心唇膏魔法棒從內部剖開木瓜，用裡頭的大量綠色能量球射擊並淨化敵人，最後以「勝利（Victory！）」收尾。
瀧澤飛鳥／紅鶴天使（Takizawa Asuka／Cure Flamingo）
配音：瀨戶麻沙美（日本）；陳貞伃（台灣）
形象顏色：  红色
生日為10月15日，天秤座。
就讀國中三年級，運動神經很好，富有正義感。
雖然看似難以相處，實際上是很會照顧學弟妹。
亦有擅長玩可愛動物遊戲和料理的一面。
與學校的網球社以及學生會長白鳥似乎有隱情，第30集中得知她當年曾經是網球社成員並與同樣也是網球社成員的白鳥組成過網球的雙打組合。
第5集在真夏遭到三個小混混糾纏時挺身而出，協助解圍，而被蘿拉認定適合成為光之美少女。隔天受到邀請卻冷淡婉拒即使在真夏等人忙著清理社團教室時從頭幫到尾，仍然表示「我不需要夥伴」。在光之美少女們陷入苦戰時再度主動現身，要求蘿拉給予熱帶粉底盒後成功變身。
第12集得知人魚水壺遭到風紀委員沒收後立刻前去理論。該集結尾，當風紀委員長問起蘿拉出沒的事件是否與熱帶社有關，隨即反過來要求對方提出證據。
第24集面對學生會長白鳥百合子想要靠問答節目《問答在當地！藍天市》的誰勝誰負來取決熱帶社的存亡感到不滿，於是也義不容辭的接受百合子所代表的學生會對熱帶社下達的挑戰，在最後的按鈕搶答中飛鳥跟百合子兩人賽跑跑到博物館門口的按鈕搶答案，誰也不肯退讓，兩人在最後似乎都同時成功按到按鈕了，但就在這時努梅麗出現對按鈕丟了絕對延遲獸球進行附身變成了絕對延遲獸，起初一開始飛鳥為保護百合子和節目主持人等數名普通市民想要吸引該絕對延遲獸來吸收自己幹勁能量，但該絕對延遲獸目標仍鎖定百合子和節目主持人等數名普通市民吸收了幹勁能量，逼不得已飛鳥只能夥同眾人一同變身跟絕對延遲獸戰鬥，戰鬥結束後由於飛鳥和百合子兩人都看似按到按鈕無法確認誰優先按到，於是眾人必須靠節目重複慢動作確認誰優先按到按鈕，經確認是由飛鳥優先按到，因此飛鳥等人得到優先答題權利，而飛鳥和熱帶社全員一同回答答案獲得高分，以此成功逆轉勝利保留住了熱帶社。
第31集中更進一步得知她和白鳥從小學開始就是同學，升入初中後一起加入學校的網球社。後來在一次比賽的決賽前夕她因為發現有人企圖對白鳥的網球拍搞破壞上前制止這一行為卻被人指控使用暴力，當時白鳥為了保住學校的網球社不因此事件而被廢社和對方達成妥協不把此事傳出去，但代價是她和白鳥與那兩人的比賽必須棄權，由於對白鳥的這一處理結果感到極度不滿她憤而退出了網球社並從此與白鳥分道揚鑣。
第38集透露一直都希望升上鳳凰學院繼續打網球，不過因為過往跟百合子不和的事件而一直無法下決定，後來跟隨熱帶社眾人前往鳳凰學院參觀，遇上在裡面訓練的百合子並接受其一對一網球對決的邀請，勝出者能得到鳳凰學院的保送名額，並在以球交心之下開始跟百合子冰釋，最後雖然得不到鳳凰學院的保送名額，不過已經決定好把鳳凰學院填為第一志願藉以繼續跟百合子打網球為目標。
變身咒語為「光之美少女！熱情變身！」。
變身的上妝順序是「臉頰（チーク）→眼睛（アイズ）→嘴唇（リップ）→頭髮（ヘアー）→服裝（ドレス）」。
代表妝容是頭髮，象徵圖形為菱形。
變身口號為「隨風飄舞的翅膀！紅鶴天使！」。
- 必殺技

光之美少女 飛躍紅鶴爆擊（Precure Buttobi Flamingo Smash）
輕吻愛心唇膏魔法棒，吹出巨大的紅色火球並一躍而上，用愛心唇膏魔法棒幻化成的巨大拍子擊飛火球，淨化敵人，最後以「勝利（Victory！）」收尾。
蘿拉・拉梅爾／人魚天使（Laura Lamer／Cure Lamer）
配音：日高里菜（日本）；林美秀（台灣）
形象顏色：  藍色
生日為6月30日，巨蟹座。
出身「格蘭海洋」的人魚少女，跟真夏、珊瑚同齡，喜歡唱歌。
全名為「蘿拉・阿波羅朵羅斯・希吉努斯・拉梅爾（Laura Apollodoros Hyginus Lamer）」，第18集入學時只取頭尾作為在人類界使用的名字。
自信心過剩，是個有話直說的直腸子，但卻我行我素。遇到看不順眼的事物，會毫不猶豫地想去修正。
很有正義感，在還未成為光之美少女的真夏出現在有敵人的危險地方時會為她擔心要她快點逃走。
初期對人類偏向鄙視，後來在真夏成為光之美少女再次救回自己後願意跟她做朋友。夢想成為大海洋的下一任女王，為了阻止延遲魔女的行徑來到陸地上尋找光之美少女。
為了在光之美少女進行戰鬥時予以輔助，所以選擇一起在地面上生活。為免因人魚出沒而引起騷動，大部分時間會待在人魚水壺裡，必要的時候才會出來，第14集雖然還是人魚狀態，但懂得穿遮掩下半身的長裙並用「跳」的方式到處行動。有時候會待在藍天水族館裡的一個空置的水池。
初次變身成為光之美少女後，得到可以自由控制下半身呈現魚尾或雙腳的能力。
比起其他光之美少女她對延遲魔女一夥可謂是嫉惡如仇，除了拒絕慢慢魔女的請求外，在第23集中甚至單槍匹馬與絕對延遲獸戰鬥，最終成功淨化絕對延遲獸。
很討厭被搶風頭，第26集在她、珊瑚和飛鳥向全校同學們展示發光的頭盔以宣傳流星雨活動時，真夏戴上更耀眼的土星頭盔讓她感到為此很不滿。
小時候遇見一位人類跟她成為朋友，但是格蘭海洋規定任何與人類有接觸的人魚都必須要抹除與人類接觸的相關記憶，所以沒有自己初次跟那位人類有過接觸的相關記憶。
第2集對真夏只享受學校生活而沒有作為光美的自覺感到不滿，以致兩人一度拆夥並自己決定去找別人做光美，在戰鬥時互相道歉與分享想法才和解。
第8集認為自己作為人魚是不該下廚的，但看到小實不懂怎麼打雞蛋忍不下去跳出水壺直接拿一顆雞蛋強行砸下去弄得手都是蛋液。
第10集面對幹勁能量遭吸走後講出不想再當光之美少女發言的真夏感到很生氣，好不容易用人魚水壺收回被延遲到底獸吸收走的幹勁能量要拿回去給真夏，但卻被延遲到底獸攻擊丟失自己的人魚水壺掉到流水道去，也明白到必須幫失去幹勁能量的真夏和眾人恢復原狀，自願跳到水道裡找回人魚水壺，費勁千辛萬苦還跑到髒水池裡終於找回人魚水壺，回頭時才發現真夏已經靠自己重新孕育出幹勁能量，水壺裡的七彩幹勁能量則轉變成發動合體必殺技的道具「愛心四重奏戒指」。
第11集看到真夏她們開心參與堆沙比賽的社團活動自己卻無法參與其中，只能一直待在人魚水壺而開始感到煩悶，活動結束當晚獨自到藍天水族館的水池散心，真夏承諾會為舉辦她也適合參加的社團活動。
第13集看到真夏她們把學校廣播弄得一團糟，就自行以特別嘉賓身分登場於該集廣播，也在該集廣播主持得有模有樣，在廣播要進行尾聲時敵人突然來襲，真夏先去應戰而自己留下來給廣播獻唱做最後的完美結尾，也因為自己優異的歌唱讓當天的廣播大受好評並被強烈要求希望再回來做廣播。
第14集利用非校園場合和該集的幼兒園學童互動，戰鬥結束後面對幼兒園老師疑惑延遲到底獸跑去哪，就用不知為何突然消失這理由成功蒙騙帶過。
第15集為了拉住小實所以也被吸進水壺裡，出來時卻意外發現自己與小實交換身體，趁機用小實的身體體驗人類的生活，比如用雙腳走路以及住進小實家裡陪家人吃飯。在延遲到底獸來襲時本想用小實的身體變身木瓜天使，但沒有成功之後因愛心戒指的力量恢復原狀。戰後雖然覺得做回自己比較好，但似乎對於人類的身體依依不捨。
第16集準備回收幹勁能量時被瓊吉雷用計給抓走，在一路上利用泡泡照片留下線索希望真夏一行人可以循線找過來。之後被關進籠子與延遲魔女正面接觸。
第17集拒絕延遲魔女的提議而掉進地底監獄，巧遇同樣受困的庫魯倫並透過庫魯倫用計打昏艾爾達，為了奪回人魚水壺再次前往延遲魔女的房間雖一度被擒但反咬對方手指一口逃走，在海中被巴特勒發射的水炮擊昏被庫魯倫救回格蘭海洋的皇宮，即使面對人魚女王希望自己留在格蘭海洋，但自己表明要繼續陪在真夏一行人的身邊，因而從人魚女王的手上獲得石化的人魚水之粉底盒。趕到真夏等人身邊時目睹真夏被打到解除變身昏過去激發幹勁能量召喚出愛心戒指，使人魚水之粉底盒解除石化成功變身。戰後意外發現自己終於變成人類而非常感動，在可以用雙腳自由行動的同時，也正式決定要來藍天市留學並寄居在真夏家中。
第18集入學藍天中學，坐在真夏旁邊，還因為入學時在全校同學面前聲稱要成為「人魚女王」而在放學後被游泳社跑來挖角，結果卻因為不會用人類的雙腳划水出盡洋相，因此才反悔加入熱帶社。
雖然本人有豐富的海域和海洋自然等方面的知識，但除此之外的課堂內容都應付不來，像是地理課不曉得「歐洲」是什麼，國文課看不懂課文中的「文言文」等等（第18集）。
第20集在不知道真夏的至尊版熱帶波蘿麵包是長怎樣的前提下吃掉波蘿麵包，所以當初被懷疑時堅決否認，直到戰鬥時從人魚水壺裡面看到麵包的包裝紙，回想起真夏的描述時才發現真兇是自己：是庫魯倫把波蘿麵包放進冰箱裡，之後向真夏鄭重的道歉。
第22集在南乃島的一處山洞中她找到自己的新道具，也就是南乃島傳說中人魚留下的寶物——香氛閃亮戒指，並用該道具使出新必殺技擊退絕對延遲獸，在絕對延遲獸被打倒以及努梅麗撤退後山洞開始陷入崩塌加海水倒灌的危機，光之美少女所有人也要開始想辦法撤退逃出山洞，所有人成功逃出但唯獨她不慎摔倒被淹入海水，危急關頭她立刻恢復人魚姿態在明月下高高躍起成功逃出，同時也重現了南乃島的「森林人魚」傳說。
第23集她得知南乃島有「把願望寫在石頭並丟入海底就能實現願望」的傳統，在拿到石頭後把想要學會踢水花游泳這個自己害羞難以啟齒的願望寫在該石頭上，可不巧的是自己的許願石被艾爾達用絕對延遲獸的球給附身變成絕對延遲獸，該絕對延遲獸開始到處襲擊和吸收南乃島祭典上人們的幹勁能量，當她看到這個延遲獸竟然就是自己寫的許願石時開始擔憂，出於不想讓真夏等人看到石頭上自己寫的願望的原因，於是便自己拚盡全力一人解決淨化掉這隻絕對延遲獸，雖然許願石淨化成功但最終自己的願望還是被真夏她們看到並知道，結尾顯示在不靠真夏的輔助下她成功自行完成踢水花的泳式。
第24集在參與問答節目《問答在當地！藍天市》節目中在問題「海洋最大的生物是不是藍鯨？」上跑向「×」回答而摔進泥巴堆，她回答「×」的理由是「格蘭海洋前幾年過世的大烏賊老爺爺才是最大的海洋生物」，對此她的同伴紛紛表示吐槽，說根本沒有人會認識知道這個生物。
第30集在得知藍天中學要選舉下一任學生會會長的時候就毛遂自薦報名參選成為候選人之一，但在選舉當天準備要對全體學生發表選舉演說時因為擔心此時正在與敵人交戰的其餘真夏一行人的安危而中途退場，導致自己被取消選舉資格而未能當選。
第36集在人魚女王的邀請下帶著真夏一行人一同來到格蘭海洋，奉人魚女王之命在格蘭海洋尋找海洋愛心戒指，尋找途中真夏想起之前她夢到跟綠洲天使有關的夢境，眾人得知後決定找人魚女王相談此事，也拆穿實際上是延遲魔女一夥的卑劣計畫，但因敵方所派出被附身對象是活體生物的關係實力差距太大陷入危機，在她決心想要保護好格蘭海洋時海洋愛心戒指也在此時甦醒並出現在所有人面前，但因為海洋愛心戒指被巴特勒給奪走再加上他又破壞格蘭海洋的守護結界讓外來的海水傾瀉進來導致眾人被海水沖走而未能搶到。所幸第37集中和真夏一行人只被海水沖進格蘭海洋的城鎮裡這才逃過一劫。
第37集中順利找到人魚女王被囚禁的位置並將她給救回來，從人魚女王的口中得知延遲魔女的目的，在得知巴特勒已經率領超絕對延遲獸到陸地上開始攻擊和吸收人類們的幹勁能量時，不得不和大家回陸地上繼續戰鬥，當眾人陷入苦戰時眾人立即發揮自己的幹勁能量，卻意外再度讓綠洲天使在眾人的面前用她的力量把被巴特勒給奪走的海洋愛心戒指召喚到自己的手中，藉著海洋愛心戒指的力量和眾人一同使用必殺技「光之美少女 海洋活力節拍」成功打倒淨化超絕對延遲獸。
第45集打倒巴特拉後拿到修復好的人魚水晶瓶將「愚者之棺」內被巴特拉投入的大量幹勁能量成功一次收回，並把全數幹勁能量歸還海洋跟陸地世界的人民，戰後與真夏她們繼續忙著學校文化祭舞台劇演出的準備，當晚則在學校寄宿一晚和人魚女王交談得知自己已有權利可以繼承擔任下一任女王，而人魚女王也說蘿拉若是還放不下陸地世界的生活想放棄前述的選擇也沒關係。
第46集在學校文化祭的表演上，向全校同學們公開自己美人魚的真實身份，讓眾人大為驚訝，文化祭結束之後她帶著真夏的唇膏告別夥伴們返回了「格蘭海洋」，並且她和夥伴們所有的記憶均被記憶消除裝置抹除。過了一段時間之後她再度重返藍天市並在當初上岸的那片海灘再度遇見真夏，憑藉著真夏送的唇膏終於和真夏一起奪回記憶重新相認，片尾曲顯示她在回到格蘭海洋後成為老師教導人魚國度的精靈與妖精們關於陸地世界和人類的事。
變身咒語為「光之美少女！熱情變身！」。
變身的上妝順序是「妝髮（フェイス）→指甲（ネイル）→服裝（ドレス）」。
代表妝容是美甲，象徵圖形為五芒星。
變身口號為「波光粼粼的海洋！人魚天使！」。
因為是人魚的緣故，所以即使變身為光之美少女她也擁有極高的水性，與敵人打水中戰一點也不成問題，但在不變身的時候她卻不會用人類的雙腳划水。
為光之美少女系列首位身份是人魚的光之美少女，也是最早變身的追加戰士。
La Mer為法語，意思是「海洋」。
繼《HUG! 光之美少女》的露露・艾莫爾之後第二個使用外國名字的光之美少女。
繼《Star☆Twinkle 光之美少女》的羽衣拉拉之後第二個負責尋找傳說中的戰士光之美少女但最終自己也成為光之美少女的主角。
- 必殺技

光之美少女 旋轉人魚漩渦（Precure Kurukuru Lamer Stream）
用粉餅刷轉動人魚水之粉底盒填充能量，之後用粉餅刷向前一指釋放能量，製造巨大潮漩淨化敵人，最後以「勝利（Victory！）」收尾。
光之美少女 海洋泡泡水柱（Precure Ocean Bubble Shower）
第22集登場。將香氛閃亮戒指以及人魚水之粉底盒的粉餅刷分別插入人魚水之粉底盒的上下兩邊，令人魚水之粉底盒轉換為「泡沫型態」，用手指轉動人魚水之粉底盒填充能量，之後用手握住人魚水之粉底盒扣動扳機向前釋放能量，製造大量的泡沫淨化敵人，最後以「勝利（Victory！）」收尾。
- 團體口號

本作的團體口號為「◯◯！（◯◯部分第6集開始每集都會發生變化且皆由夏日天使喊出）Tropical-Rouge！光之美少女！」。

| 集數 | 該集口號                                        | 該集特殊事件 |
| ---- | ----------------------------------------------- | --- |
| 1    | 未喊團體口號                                    | 真夏從該集開始能變身成夏日天使                                                                                               |
| 3    | 未喊團體口號                                    | 珊珊從該集開始能變身成珊瑚天使                                                                                               |
| 4    | 未喊團體口號                                    | 小實從該集開始能變身成水果天使                                                                                               |
| 5    | 未喊團體口號                                    | 飛鳥從該集開始能變身成紅鶴天使                                                                                               |
| 6    | 四個人一起！Tropical-Rouge！光之美少女！        | 首次喊出團體口號（四個人的部分）                                                                                             |
| 7    | 今天也充滿活力！Tropical-Rouge！光之美少女！    | 庫魯倫加入 |
| 8    | 好好吃飯乖乖睡覺！Tropical-Rouge！光之美少女！  | 無 |
| 9    | 來當臨時演員吧！Tropical-Rouge！光之美少女！    | 無 |
| 10   | 笑容100分！Tropical-Rouge！光之美少女！         | 開始出現超級拖拖怪 四位光之美少女獲得了愛心四重奏戒指和合體必殺技「光之美少女 熱情閃耀」                                     |
| 11   | 絕不輸給雨天！Tropical-Rouge！光之美少女！      | 無 |
| 12   | 打破所有謠言！Tropical-Rouge！光之美少女！      | 無 |
| 13   | 掃除一切煩惱！Tropical-Rouge！光之美少女！      | 無 |
| 14   | 乖小孩的朋友！Tropical-Rouge！光之美少女！      | 無 |
| 16   | 今天也超活力！Tropical-Rouge！光之美少女！      | 蘿拉在該集被超級拖拖怪抓走                                                                                                   |
| 17   | 未喊團體口號                                    | 蘿拉從該集開始能變身成人魚天使並且在戰後變成人類（可以變回人魚）                                                             |
| 18   | 今天也超活力！Tropical-Rouge！光之美少女！      | 蘿拉從該集開始上學 |
| 20   | 五個人一起！Tropical-Rouge！光之美少女！        | 首次喊出團體口號（五個人的部分）                                                                                             |
| 21   | 全年無休！Tropical-Rouge！光之美少女！          | 無 |
| 22   | 有個人迷路了！Tropical-Rouge！光之美少女！      | 開始出現終級拖拖怪 人魚天使獲得了香氛閃亮戒指和必殺技「光之美少女 海洋泡沫洗禮」                                             |
| 23   | 最愛慶典了！Tropical-Rouge！光之美少女！        | 無 |
| 24   | 摔跤也不會哭！Tropical-Rouge！光之美少女！      | 無 |
| 25   | 拿出最棒的表現！Tropical-Rouge！光之美少女！    | 無 |
| 26   | 閃耀的五顆星！Tropical-Rouge！光之美少女！      | 無 |
| 27   | 今天也充滿活力！Tropical-Rouge！光之美少女！    | 無 |
| 28   | 今天也充滿活力！Tropical-Rouge！光之美少女！    | 無 |
| 29   | 未喊團體口號                                    | 開始出現超終級拖拖怪 全體光之美少女獲得了大地愛心戒指和合體必殺技「光之美少女 大地脈動迴響」                                 |
| 34   | 小孩子也可以變成的 Tropical-Rouge！光之美少女！ | 無 |
| 35   | 今天也超活力！Tropical-Rouge！光之美少女！      | 最後一次喊出團體口號（四個人的部分）                                                                                         |
| 35   | 這不是萬聖節變裝！Tropical-Rouge！光之美少女！  | 最後一次喊出團體口號（四個人的部分）                                                                                         |
| 36   | 今天也超活力！Tropical-Rouge！光之美少女！      | 開始出現超終級拖拖怪（附著活體生物的部分） 記憶機器在此集首次出現                                                            |
| 37   | 今天也全力以赴！Tropical-Rouge！光之美少女！    | 全體光之美少女獲得了海洋愛心戒指和合體必殺技「光之美少女 海洋脈動迴響」                                                      |
| 38   | 燃燒妳的毅力！Tropical-Rouge！光之美少女！      | 無 |
| 40   | 今天也超活力！Tropical-Rouge！光之美少女！      | 無 |
| 41   | 未喊團體口號                                    | 在討論舞台劇的事（光之美少女的部分） 在討論作戰會議（三位幹部的部分）                                                        |
| 42   | 未喊團體口號                                    | 真夏在該集被超終級拖拖怪抓走 人魚水晶瓶在此集被巴特勒打壞                                                                    |
| 43   | 未喊團體口號                                    | 愚者之箱在此集首次出現 |
| 44   | 全速前進！Tropical-Rouge！光之美少女！          | 巴特勒把自己變成超終級拖拖怪                                                                                                 |
| 45   | 絕對不會認輸！Tropical-Rouge！光之美少女！      | 全體光之美少女獲得了合體必殺技「光之美少女 超級熱帶天堂」 人魚水晶瓶在此集修好 愚者之箱裡面的活力能量被全數回收 愚者之箱自毀 |
| 46   | 轉瞬之間！Tropical-Rouge！光之美少女！          | 最後一次喊出團體口號（五個人的部分） 演出活力熱情物語 記憶機器自毀 續作《Delicious Party ♡ 光之美少女》的主角和實結來客串    |

- 合體必殺技

光之美少女 熱情閃耀（Precure Mix Tropical）
第10集登場。夏日天使將愛心四重奏戒指裝在愛心唇膏魔法棒上，初期四人組用魔法棒製造出各自代表色的心形能量，在夏日天使的魔法棒上合而為一，接著夏日天使將結合的能量吹成巨蛋，並從巨蛋中誕生出一隻巨鳥，最後四人同時揮舞魔法棒令巨鳥展翅翱翔衝擊敵人，加以淨化，再以「勝利（Victory！）」收尾。
光之美少女 大地脈動迴響（Precure Land Beat Dynamic）
第29集登場。將大地愛心戒指裝在熱帶愛心梳妝台上，夏日天使對熱帶愛心梳妝台的梳妝鏡用手畫出心形，全體光之美少女變身為「極致熱情閃耀服裝（Excellent Tropical Style）」，接著夏日天使拆下熱帶愛心梳妝台的梳妝鏡並對梳妝鏡揮手三次填充能量，召喚出一頭粉紅色的大象，最後全體光之美少女同時跳起踢踏舞，操縱大象向著敵人作出飛踢動作，淨化敵人，再以「勝利（Victory！）」收尾。
在第33集的其中一個小故事「熱情一下吧！新的絕招！」中也有出現但名字變的「稍微」有點長。
光之美少女
萬壽無疆萬壽無疆
五劫俱過
究極海洋噴濺巨浪之龍
熱情芒果奇異果
凌波舞震天巨響
傾瀉而下尼加拉大瀑布
翱翔的不死鳥
大碗特大碗
豬油多多美麗傳說
超越扣殺球
蘿拉・阿波羅朵羅斯・希吉努斯・拉梅爾
格蘭海洋第一可愛美麗又有智慧的女王中的女王泡沫炸彈
花朵粉與紫色陰影秋季上市美妝新品
龐波柯皮之龐波拳
庫露露庫露露庫露露露
修林剛的古琳黛
古琳黛的大地脈動迴響
光之美少女 海洋脈動迴響（Precure Marine Beat Dynamic）
第37集登場。將海洋愛心戒指裝在熱帶愛心梳妝台上，人魚天使對熱帶愛心梳妝台的梳妝鏡用手畫出心形，全體光之美少女變身為「極致熱情閃耀服裝（Excellent Tropical Style）」，接著人魚天使拆下熱帶愛心梳妝台的梳妝鏡並對梳妝鏡揮手三次填充能量，召喚出一條水藍色的鯨鯊，最後全體光之美少女跳入鯨鯊的口中並同時踢水花游泳前進，操縱鯨鯊向著敵人作出甩尾拍打動作，淨化敵人，再以「勝利（Victory！）」收尾。
光之美少女 超級熱情天堂（Precure Super Tropical Paradise）
第45集登場。首先將大地愛心戒指與海洋愛心戒指力量合一，召喚無數的粉紅色大象與水藍色鯨鯊，接著全體光之美少女手拉手圍成一圈召喚出身著桑巴舞服裝的綠洲天使幻影，最後全體光之美少女操縱前兩者包圍敵人進行猛烈攻擊，淨化敵人，再以「勝利（Victory！）」收尾。
光之美少女 愛心閃耀交響曲（Precure Heart Shining Orchestra）
僅於電影「Tropical-Rouge！光之美少女電影版 雪之公主與奇蹟的戒指！」中出現之招式，將「冰雪愛心戒指（Snow Heart Kuru Ring）」裝在熱帶愛心梳妝台上，夏日天使對熱帶愛心梳妝台的梳妝鏡用手畫出心形，全體光之美少女變身為「冰雪水晶熱情閃耀服裝（Snow Crystal Tropical Style）」，接著人魚天使拆下熱帶愛心梳妝台的梳妝鏡並對梳妝鏡揮手三次填充能量，召喚出《光之美少女：甜蜜天使！》合體必殺技「光之美少女 撼心交響曲（Precure Heartcatch Orchestra）」中曾經出現過的心之花神，最後全體光之美少女操縱心之花神朝著敵人出拳，但與「撼心交響曲」不同的是，心之花神的拳頭會在即將打中敵人時突然停下改為撫摸敵人並將敵人擁抱在一個巨大的橙色愛心結界中加以淨化，再以「勝利（Victory！）」收尾。

#### 交接的光之美少女
和實結／珍味天使（Nagomi Yui／Cure Precious）
配音：菱川花菜（日本）；穆宣名→吳貴竹（台灣）；顧詠雪（香港）
形象顏色：  粉红色
續作《Delicious Party ♡ 光之美少女》的主角，本作第46集片尾中先行登場。
偶然造訪「漂亮妝潔（Pretty Holic）」攤位，肚子餓的以為攤位上的特大飯糰裝飾能吃而一度想吃，但發現只是裝飾後感到失望，隨後被真夏等人接待並被上妝，上妝後收到了真夏送的唇膏，就在彼此要深入交流時，自己手上的愛心光之手錶響起還有搭檔米米出現的警示而不得不提前離開去戰鬥，看到此狀況的真夏也知曉了小結是誰未過問就直接放她走。
結尾以珍味天使的身份與夏日天使正式交接。

### 格蘭海洋（Grand Ocean）
人魚王國「格蘭海洋」，蘿拉的故鄉，位於大海的深處，是一個人魚生活的世界。跟據蘿拉所述，格蘭海洋跟藍天市有一段距離。真夏、珊瑚、小實與飛鳥於第36集首次來到該地。
第1集時已遭到延遲魔女一夥的破壞且有大量的居民被奪走幹勁能量而倒下。
該地由一道巨大的魔法渦旋保護著，只有人魚和海洋精靈可以生成穿越這個渦旋的通道。
在當地生長著一種名叫「泡泡花」的花朵，這種花的果實正是製造庫魯倫最喜歡吃的貝殼餅乾的原材料，同時香氛閃亮戒指裡發出香味的香膏也是用這種花來製造的。
根據第37集人魚女王的描述可得知，自古以來人魚不得擁有和陸地上人類相處過的回憶，因此自古以來凡是有去過陸地上跟人類有過接觸的人魚，都會被自己國家特有的記憶消除裝置來消除人魚擁有的記憶，這也意味著蘿拉在打倒延遲魔女一夥的事成之後，極有可能會再次被消除掉在陸地上的生活以及和真夏等人類所有相處過的記憶。
最終於第45集因所有格蘭海洋居民的幹勁能量均物歸原主而重獲新生，回復正常。
第46集蘿拉回到人魚王國後接受記憶消除裝置收走自己的記憶，一度造成兩邊世界互相忘記彼此的狀況，直到蘿拉某次回到陸地世界再次與真夏相遇並相認，導致裝置被毀掉讓蘿拉記憶湧現出來。
人魚女王
配音：佐佐木優子（日本）；陳貞伃（台灣）
人魚王國「格蘭海洋」的女王，第25集中蘿拉曾形容她對自己來說就相當於是母親一樣。
全名為「美露莘・繆塞斯・謨涅摩敘涅（Melusine Muses Mnemosyne）」。
故事開始時把尋找光之美少女的重任交託給蘿拉。
第17集在格蘭海洋的皇宮裡救治被擊落的蘿拉，同時認為「那個時機」已到而把石化的人魚水之粉底盒交予蘿拉。
第36集因遭到延遲魔女一夥的襲擊而昏迷，讓對方製造自己以及格蘭海洋居民的幻影企圖欺騙光之美少女一行人，但被庫魯倫與蘿拉及時識破。
第37集最終被庫魯倫與光之美少女一行人給救出，並得知其全名，告訴光之美少女有關延遲魔女的目的。雖然得知綠洲天使已經不在世界上的實情，卻得知綠洲天使想要拯救延遲魔女，還會待在現世一段時間的想法。
第43集受蘿拉委託修復人魚水晶瓶，跟蘿拉解釋人魚水晶瓶要修復好還需一段時間，同時也告訴她有關自己曾想要當光之美少女但是沒有那個資格而無法變身的實情，為了保護「香氛閃亮戒指」和保存幹勁能量的杯子特地去了南乃島一處秘密山洞內收藏起來，而自己離開時月下一躍的英姿剛好被南乃島長老富婆婆親眼目睹到，之後還告訴蘿拉有關延遲魔女與綠洲天使的悲傷過去。
第45集告訴蘿拉她已有資格可以擔任下一任的女王，只是如果蘿拉還無法放下陸地世界上的生活而想放棄當女王的話也沒有關係。
第46集結尾由蘿拉教導其他人魚認識人類時在一旁觀看。
蘿拉（Laura）
光之美少女参照。
庫魯倫（Kururun）
配音：田中爱美（日本）；李珮嘉（台灣）
形象顏色：  粉红色
出身「格蘭海洋」的粉紅色海豹型海洋精靈，是人魚女王的寵物。
不會說人類語言，只會「庫魯倫～！（くるるん～！）」的叫，連蘿拉也不懂它想表達什麼，光之美少女一行人中僅有擅長推理的小實一人能通過它的手語動作來推斷出它想要表達的意思和想法。不論何時都表現得怡然自得。很喜歡貝殼造型餅乾。
有聰明的一面，在劇場版《雪之公主與奇蹟的戒指！》中正當光之美少女及精靈們花盡九牛二虎之力也無法推開門時，牠運用尾巴把門打開，讓她們得知這扇門是趟門。
第7集為了將女王交付的東西拿給蘿拉而來到藍天市，途中發生意外而昏倒在海灘被光之美少女等人給救起，之後便留在人魚水壺裡跟著行動。
第15集隨著跟小實的長時間相處而跟其變得親密。
第17集協助蘿拉逃獄，並將被打傷的蘿拉帶回女王的身邊。
第20集末段坦言在真夏因為丟下錢包而離開、把至尊版熱帶波蘿麵包留到熱帶社時，因為擔心菠蘿麵包的安危而把其放進人魚水壺的冰箱裡，釀成是次波蘿麵包失蹤事件，並向蘿拉道歉。
第29集在熱帶社被校內報社學生採訪時無意間發出叫聲，導致其一度被懷疑還差點被拆穿，在真夏囑咐不能亂動後還真的乖乖地一動不動，也因為這樣被眾人忘在學校一個晚上之後更被小實誤擊，成為全系列第一個遭光之美少女用招式攻擊的未黑化精靈。
第36集回到格蘭海洋後依偎著人魚女王，卻發現人魚女王對自己完全不理不睬，並提早發現人魚女王是努梅麗的偽裝，讓蘿拉能夠提早識破努梅麗的計畫，第37集與光之美少女一行人一起救回真正的人魚女王。

### 慢慢魔女一夥
以搶奪幹勁能量為目標，並用來填充至名為「愚者之棺」的容器，使延遲魔女能變得長生不老並毀滅全世界的邪惡組織。組織總部是一棟位於海底的陰森洋館。
成功吸取幹勁能量的延遲獸會在洋館附近的洞窟休息。
本作的敵幹部對彼此似乎並沒有什麼競爭意識，彼此和睦相處。
最終於第45集因「愚者之棺」裡的活力能量被光之美少女成功回收引發前者的大爆炸，整棟總部洋館被爆炸夷為平地。

#### 黑幕
巴特勒（Butler）
配音：小松史法（日本）；陳彥鈞（台灣）
慢慢魔女手下的男性海馬，職位是管家，總是擺著一副撲克臉，但似乎城府很深。平常只會待在洋樓裡不會主動出擊。
為三幹部的頂頭上司，負責管理宅邸及代替延遲魔女指派幹部出動，而如果三幹部該做的工作做完後欲想休假時，他也會允許對方放假不用出勤。跟其他成員不同，異常地勤奮。戰鬥能力高強，以一支白色手杖進行近身格鬥，也能用手杖發射水砲。
聲稱「愚者之棺」擁有可以給下面三位幹部實現願望的能力。
為達成慢慢魔女破壞世界的意志而不擇手段，甚至將幹部們變成延遲獸，第44話更把幹部的幹勁能量給吸走。
第29集中首次親自出動與光之美少女交手，使用本集初登場的超終極拖拖怪感染藍天市的所有水源，同時產出大量各式各樣的延遲獸。
第36集率領下面三位幹部攻擊格蘭海洋，並且使用延遲魔女傳授的手段製造出原本格蘭海洋光鮮亮麗的假象以此來欺瞞光之美少女們來到此地，而努梅麗所偽裝的人魚女王遭光之美少女們識破後自己方勢力這才顯露原形與光之美少女交戰，接著他讓瓊吉利使用超終極拖拖怪附身活體的章魚變出拖拖怪使光之美少女陷入苦戰，在蘿拉下決心令海洋愛心戒指甦醒並出現在所有人面前時拿走該戒指，最後將格蘭海洋的守護結界給破壞讓外來的海水傾瀉進來，但是光之美少女們在第37集中幸虧只被海水沖進格蘭海洋的城鎮裡這才逃過一劫，因此沒能除掉光之美少女們。之後把海洋愛心戒指放在自己的保險櫃內帶著延遲獸前往陸地對人類展開攻擊和收集人類們的幹勁能量，但在光之美少女們與該延遲獸交戰陷入苦戰時發現傳說中的光之美少女綠洲天使早已把海洋愛心戒指瞬間移動到光之美少女們的手中，使光之美少女們有機會使用新必殺技打倒淨化拖拖怪因此不得不離開。
第42集坦言自己很久以前還是一名年輕的兵卒時就一直服侍著延遲魔女的實情，利用自己製造的鯨魚超絕對延遲獸奪走整個藍天市以及藍天中學眾人的活力能量，令真夏被鯨魚拖拖怪給吞入。
第43集將收集來的大量幹勁能量裝入「愚者之棺」的球型容器，並吩咐延遲魔女大人已經可以解放「愚者之棺」的能量，當看到下面的部下們表達不滿時拿出超終極拖拖怪紅色能量球強行附身在瓊吉利身上使他變成拖拖怪來跟光之美少女們交戰。
第44集時在慢慢魔女化爲泡沫消失後，決定繼承慢慢魔女的意志將超終極拖拖怪紅色能量球附在自己身上把自己變成超終極拖拖怪，接着吸走幹部們的幹勁能量，也把光之美少女們給擊倒。
最後於第45集被光之美少女以「光之美少女 超級熱情天堂」給淨化，被淨化後賊心不死仍然將自己的幹勁能量注入到「愚者之棺」試圖啟動，但最終因全體光之美少女用人魚水晶瓶回收「愚者之棺」中的所有幹勁能量導致後者炸毀而破產，本人則因喪失所有幹勁能量而自作自受、咎由自取之下而變得癱軟無力，之後光之美少女們本來打算要將他的幹勁能量歸還給他，但因為考量到他很有可能又會想要重蹈覆轍而決定不予歸還，最終他的活力能量還是自動消失，第46集結尾顯示依舊癱軟無力已無自理能力需要艾爾達等人的照顧。
名字源於英語的「Butler」一詞，是「管家」之意。

#### 首領
慢慢魔女（Witch of Procrastination）
配音：五十嵐麗（日本）；傅其慧（台灣）
敵人首領，體型巨大，疑似是人魚，頭上有個像是拘束器的東西。
人如其名非常懶散，在得知光之美少女出現時雖然憤怒的發出咆哮，但又立刻選擇休息想明天再談。
懶散到寧願休息也不想吃飯，甚至上廁所也選擇明天再去。此外也不願服食努梅麗製作的藥物。
擁有讀心能力（第16集）。在第16集對蘿拉提出交易，只要蘿拉願意為自己效力，就能幫蘿拉變成人類。
根據巴特拉在第18集的回憶她在挖角蘿拉失敗還知道她當上光之美少女後大發雷霆。
過去曾企圖破壞世界因此被人稱為「破壞魔女」（其本名在第42集透過巴特拉的口中說出），但是因為人類的激烈反抗而身受重傷，後來被尚未成為綠洲天使的昂妮忒給救下，並且願意和她做朋友，但因為自己襲擊昂妮忒的小鎮，令昂妮忒不得不變身成光之美少女綠洲天使與自己交戰，可雙方打得難分難解無法分出勝負，為此決定等待時機擇日再次出擊與昂妮忒交戰，但是自己拖延就是拖到數百年，完全不知道昂妮忒已經不在世間的實情，直至現今決定要奪取所有的幹勁能量讓自己獲得永生不死的生命。
第22集在巴特拉趕來關心時製造出絕對延遲獸的球，並迫切要求部下趕快把幹勁能量收集起來提交給自己。
第28集面對部下們遲遲還交不出收集來的幹勁能量而感到憤怒連睡覺都會做惡夢，連同自己的負能量強大程度甚至可以讓整個總部洋館都會發生地震。
第29集夢見綠洲天使並且還有跟她交流過，夢醒後在高壓的負面情緒下產出新的延遲獸球並交給巴特拉使用，自此把「光之美少女」一詞當作禁語嚴禁部下在自己面前提及，因此只要夢到跟綠洲天使有關的夢境時都會痛苦難受而迫切想知道她的真實身份。
第42集透過向巴特拉吩咐要趁著自己壽命將至以前快點收集好幹勁能量將愚者之棺裡的能量解放出來。
第43集得知「愚者之棺」已經可以解放的時候卻忘記自己原先打開「愚者之棺」的原因，外加光之美少女們向自己遊說放棄打開「愚者之棺」一度陷入遲疑，而在巴特拉的提醒下想起自己想打開「愚者之棺」的原因。
第44集中在真夏的勸導下明白到自己爲何要拖延，其實自己最想做的事情并不是要破壞世界而是想跟綠洲天使做朋友，同時也想起綠洲天使已經不在世間的實情，最後見到綠洲天使時激動得落淚，最後化爲泡沫跟綠洲天使的靈魂一同離去。
繼《Yes! 光之美少女5》的狄絲帕萊亞後第二個只透過對話方式淨化的反派首領。

#### 三幹部
瓊吉雷（Chongire）
配音：白熊寬嗣（日本）；陳彥鈞（台灣）
延遲魔女手下的男性寄居蟹，職位是廚師。
性格粗暴，行事懶散，甚至懶到不想幫延遲魔女做餐，雖然擁有奪取幹勁能量的能力，但卻是只想息事寧人的和平主義者，如果能取得的話就會離開不會再繼續奪取，本人也覺得任務很麻煩，每次接到任務時總是會以日語甲州方言的「累死了（かったりぃ）」這句話對此抱怨不已，不過戰鬥實力高強且料理本領之高，甚至令巴特勒為之心動，另外其本人也會在意延遲魔女有沒有享用自己辛苦做出來的料理，外出行動都會搭乘綠色的浮游飛船。除了能用蟹鉗進行攻擊，甚至能發射岩石炮把真夏給打昏。
想要用愚者之棺讓所有人都長生不老可以不用吃飯，自己也不用辛苦烹飪。
每次召喚延遲獸時都會說「出來吧（出てこい）」。
第16集利用延遲到底獸將蘿拉給抓回組織總部。
第28集中在藍天中學文化祭上一開始本想直接派出絕對延遲獸大鬧一番，卻陰差陽錯混入其中一起製作魷魚燒，一找到丟失的絕對延遲獸球後立刻上工。
第34集得知艾爾達因與巴特拉吵架而離家出走，在找到艾爾達後把超絕對延遲獸球交予艾爾達並先行離開。
第43集在從巴特勒口中得知解放「愚者之棺」的力量會毀滅世界這事情時表示不能接受想反抗，結果遭巴特勒用超終極拖拖怪紅色能量球附身變成延遲獸。
第44集被光之美少女以「光之美少女 海洋脈動迴響」淨化恢復原狀。
最後在第45集因跟破壞怪戰鬥造成右眼受傷。
第46集結尾顯示已當起老闆並開一間餐廳，而店內生意相當不錯。
名字源於日語的「ちょん切れ」一詞，是「切碎的」之意，暗示其廚師身份。
努梅麗（Numeri）
配音：渡邊明乃（日本）；李珮嘉（台灣）
延遲魔女手下的女性海參，職位是醫生。
性格陰險奸詐，尤其喜歡幸災樂禍，很喜歡挖苦別人，外出行動都會搭乘紫色的浮游飛船。還會用聽診器發出觸手攻擊。
想要用愚者之棺讓所有人都長生不老不會生病，自己也不需要醫治病患。
每次召喚掠奪怪時都會說「出來吧（出てらっしゃい）」。
總是會為其他幹部著想，第34集在艾爾達離家出走回來後，因擔心艾爾達因沒有攜帶幹勁能量回來可能會受到巴特勒的懲處，於是便預備一小瓶自己偷偷攢著的幹勁能量給艾爾達，方便她能夠給巴特勒一個交代。
第46集結尾顯示依然繼續當醫生並持續為海洋世界居民行醫著。
名字源於日語的「滑り」一詞，是「滑滑的」之意，暗示其海參外貌。
艾爾達（Eruda）
配音：高垣彩陽（日本）；陳貞伃（台灣）
延遲魔女手下的蝦子女孩，職位是女僕。
性格任性又孩子氣，討厭被當成大人，外出行動都會搭乘桃色的浮游飛船。上面的兩個觸角可以觸發雷射。
想要用愚者之棺變成長生不老，不會長大永遠當小孩子玩耍。
每次召喚延遲獸時都會說「來玩吧（遊ぼう）」。
第19集和光之美少女一戰戰敗後原本要回去，結果在路途中搭乘的浮游飛船發生故障，自己摔進一棟老舊洋房內，在等待上面兩位幹部迎接自己回去的期間巧遇真夏，自己利用洋房內一隻人偶跟真夏互動和從她那得到食物，而自己隨口亂掰的故事成功打動真夏，後來在上面兩位幹部跟光之美少女交戰還有接自己回去的時候，目睹真夏為了保護這棟洋房和人偶而拼命的模樣給打動，用哭鬧方式逼使幹部不得不放水請光之美少女解決掉該集的延遲到底獸，而人偶也被拿走當做自己的玩具。
第23集奉巴特勒之命在南乃島蘿拉之前找到香氛閃亮戒指的那處山洞中找到一個盛滿大量幹勁能量的杯子，並將杯子交給延遲魔女令她填充「愚者之棺」。
第34集因稱呼問題而跟巴特勒吵架一氣之下鬧離家出走並在人類世界逗留一段時間，認為一直當小孩最好，在瓊吉雷交給自己超絕對延遲獸球後召喚出超絕對延遲獸開始執行任務吸收人類小朋友的幹勁能量但以失敗收場，事後又很害怕巴特勒的責備與懲處，在要不要回去的猶豫不決時從努梅麗的手上拿到一小瓶的幹勁能量用來交給巴特勒，因而發現兩位同事如此會袒護自己而釋放情緒的大哭起來。
第46集結尾顯示負責照護癱軟無力的巴特勒。
名字源於日語的「エビ」一詞，是「蝦」之意，暗示其蝦子外貌。

#### 怪物
拖拖怪（Yaraneeda）
配音：三日尻望（日本）；陳彥鈞（台灣）
本作刺客物質，將藏有邪惡能量的紫色球體附著在物體之後製造而成，會吸走附近生物的幹勁能量。
需要先利用人魚水壺掃描幹勁能量的位置，再回收幹勁能量，回收完才能淨化消滅。
在回收幹勁能量之前，光之美少女必須調整出力留一口氣，待到幹勁能量被回收之後才能將其消滅，否則如果在回收幹勁能量之前就把其消滅掉的話就會連同其身上的幹勁能量一起被毀滅。
怪物淨化消失後就會變回原來的物體，幹勁能量也會自動離開人魚水壺物歸原主。
只有在幹部的命令之下才會吸取幹勁能量（第6集）。
名字源於日語的「不想做」一詞。
超級拖拖怪（Zenzen Yaraneeda）
配音：三日尻望（日本）；陳彥鈞（台灣）
第9集結尾，延遲魔女預料到光之美少女們變強的緣故，而委託巴特拉將新的綠色能量球交給部下們使用，第10集正式登場。
比拖拖怪更強，不但能無效化夏日天使的個人技「光之美少女 烈焰夏日攻擊」，而且能吸走光之美少女的幹勁能量（第10集）。必須要用愛心四重奏戒指及愛心唇膏魔法棒所使出的合體必殺技「光之美少女 熱情閃耀」還有人魚水之粉底盒所使出的必殺技「光之美少女 旋轉人魚漩渦」才能打倒與淨化。
同樣需要先用人魚水壺回收幹勁能量才能消滅，淨化消失會變回原本的物體，幹勁能量也會自動物歸原主。
名字中的「全然」為日語的「完全」之意。
終級拖拖怪（Zettai Yaraneeda）
配音：三日尻望（日本）；陳彥鈞（台灣）
第22集延遲魔女因為對部下收集幹勁能量進度緩慢感到極度很不滿，而製造並委託巴特拉將能製造該延遲獸的黃色能量球交給部下們使用。
比拖拖怪以及超級拖拖怪更強，連光之美少女的合體必殺技「光之美少女 熱情閃耀」也無用，而且還擁有再生能力，即使有一部分被破壞也能立刻恢復正常（第22集），甚至還會懂得長期潛伏在一個場所的特定物中慢慢吸收他人的幹勁能量（第27集）。必須要用香氛閃亮戒指及人魚水之粉底盒所使出的必殺技「光之美少女 海洋泡泡水柱」才能打倒與淨化。
同樣需要先用人魚水壺回收幹勁能量才能消滅，淨化消失會變回原本的物體，幹勁能量也會自動物歸原主。
名字中的「絶対」為日語的「絕對」之意。
超終極拖拖怪（Chou Zettai Yaraneeda）
配音：三日尻望（日本）；陳彥鈞（台灣）
第29集延遲魔女夢見傳說中的光之美少女綠洲天使並且還有跟她交流過，夢醒後在高壓的負面情緒下產出能製造該延遲獸的紅色能量球交給巴特拉使用。
比拖拖怪、超級拖拖怪以及終級拖拖怪更強到人魚天使的必殺技「光之美少女 海洋泡泡水柱」也無用，而且其影響範圍甚至可以覆蓋到整個城市，必須要用大地愛心戒指及熱帶愛心梳妝台所使出的合體必殺技「光之美少女 大地脈動迴響」才能打倒與淨化。而後第36集顯示其還可以附著在活體生物的身上後則必須要用海洋愛心戒指及熱帶愛心梳妝台所使出的合體必殺技「光之美少女 海洋脈動迴響」才能打倒與淨化。第43及44話更透過巴特拉的實驗證明自己及幹部也能變成超絕對延遲獸。
同樣需要先用人魚水壺回收幹勁能量才能消滅，淨化消失會變回原本的物體，幹勁能量也會自動物歸原主。
名字中的「ちょう」為日語的「超級」之意。
| 集數  | 附著物體      | 召喚或出巡對象 |
| ----- | ------------- | -------------- |
| 1     | 棕櫚樹        | 瓊吉利         |
| 2     | 沙灘傘        | 瓊吉利         |
| 3     | 垃圾桶        | 瓊吉利         |
| 4     | 土偶          | 梅麗           |
| 5     | 圖騰柱        | 梅麗           |
| 6     | 企鵝雕像      | 無             |
| 7     | 貝殼          | 艾爾達         |
| 8     | 刨冰機        | 瓊吉利         |
| 9     | 電影燈        | 梅麗           |
| 10    | 英語課本+文具 | 瓊吉利         |
| 11    | 消波塊        | 梅麗           |
| 12    | 遊樂場滑梯    | 艾爾達         |
| 13    | 擴音器        | 瓊吉利         |
| 14    | 玩具積木      | 艾爾達         |
| 15    | 羊角麵包      | 瓊吉利         |
| 16    | 船            | 瓊吉利         |
| 17    | 郵輪煙囪      | 瓊吉利         |
| 17    | 救生圈        | 梅麗           |
| 18    | 泳池賽車線    | 梅麗           |
| 19    | 挖掘機        | 瓊吉利         |
| 20    | 麵包店標誌    | 瓊吉利         |
| 21    | 真夏的背包    | 瓊吉利         |
| 22    | 手電筒        | 梅麗           |
| 23    | 蘿拉的許願石  | 艾爾達         |
| 24    | 搶答鈕        | 梅麗           |
| 25    | 黑板          | 艾爾達         |
| 26    | 望遠鏡        | 梅麗           |
| 27    | 沙灘球和圓圈  | 梅麗           |
| 28    | 章魚燒        | 瓊吉利         |
| 29    | 城市的水源    | 巴特勒         |
| 30    | 選舉車        | 梅麗           |
| 31    | 火車          | 梅麗           |
| 32    | 人體模型      | 梅麗           |
| 34    | 機器人        | 艾爾達         |
| 35    | 充氣氣球      | 無             |
| 35    | 鳳梨          | 瓊吉利         |
| 36    | 章魚          | 梅麗           |
| 37    | 章魚          | 巴特勒         |
| 38    | 螃蟹          | 瓊吉利         |
| 39    | 海參          | 梅麗           |
| 40    | 蝦子          | 艾爾達         |
| 42-44 | 藍鯨          | 巴特勒         |
| 42-44 | 鮣魚          | 巴特勒         |
| 42-44 | 聽診器        | 梅麗           |
| 42-44 | 瓊吉利        | 巴特勒         |
| 42-44 | 巴特勒        | 巴特勒         |

以上種類的拖拖怪只會叫「拖拖怪」，不會因種類而改變叫法。
破壞怪（Kowasunda）
配音：三日尻望（日本）；陳彥鈞（台灣）
第45集登場，由巴特勒利用藍色能量球製造出來的類似拖拖怪的怪物，為延遲魔女過去創造出的破壞僕從。
在第45話時被瓊吉利還有梅麗以及艾爾達所牽制著。
名字中的「壊す」為日語的「破壞」之意。

### 主角的家人

#### 夏海家
夏海大洋
配音：原田晃（日本）；陳彥鈞（台灣）
真夏的父親，於南乃島經營一家名叫「海之家」的水肺潛水用品店。
時常教導女兒真夏「做當下最重要的事情」。
第22集顯示他很會做飯，做出的培根蛋吐司被女兒真夏給稱讚。
夏海碧
配音：魏涼子（日本）；林美秀（台灣）
真夏的母親，目前在藍天市的藍天水族館工作。

#### 涼村家
涼村美雪
配音：北西純子（日本）；傅其慧（台灣）
珊瑚的母親，化妝品店「漂亮妝潔（Pretty Holic）」的店長。
會接化妝師委託，常常幫藝人上妝，也因此認識不少演藝人員。

#### 一之瀨家
一之瀨成美
配音：高橋美佳子（日本）；陳貞伃（台灣）
小實的母親。

#### 瀧澤家[註 24]
瀧澤晴瑠也
配音：加藤將之（日本）；陳彥鈞（台灣）
飛鳥的父親，綽號「炎之晴男」的熱血男人，當年曾經是藍天中學的學生並與藍天中學的校長是同學的關係。可以和打鼓的夥伴們使用火焰祈禱來祈禱天氣放晴，女兒飛鳥對此是感到半信半疑。因為學校即將舉辦觀星會，加上天氣是陰天的緣故，所以為了讓觀星會正常舉行而被飛鳥邀請祈禱天氣放晴。

### 藍天中學
櫻川咲
配音：德井青空（日本）；林美秀（台灣）
真夏的班導師，熱帶社顧問，家中經營蘋果園。
意外地是個天然呆脫線又笨拙的冒失鬼。
第25集得知自己父親在學校開放日時也要來感到緊張。
白石桐子
配音：弘松芹香（日本）；傅其慧（台灣）
真夏的同班同學。
小町直美
配音：松本沙羅（日本）；林美秀（台灣）
真夏的同班同學。
桑野由美
配音：內村史子（日本）；陳貞伃（台灣）
真夏的同班同學。
白鳥百合子
配音：福原綾香（日本）；傅其慧（台灣）
藍天中學學生會會長，和飛鳥似乎有過節，第30集中得知她當年曾經是網球社成員並與同樣也是網球社成員的飛鳥組成過網球的雙打組合。
第5集對真夏的社團申請書，以「沒有其他空教室」為由駁回，然而飛鳥看不下去而嗆她這樣只會顯得學生會無能，對此百合子要求飛鳥自己去幫真夏他們找空教室。
第6集面對真夏她們創立的社團沒有及無法訂立明確而合法的社團活動目標而對此下了最後通牒：要求於隔日放學鐘聲響起之前提交出明確的社團活動目標內容，否則會回收真夏所創的社團，最後真夏以「做當下最重要的事情」為創社主旨，並命名為「熱帶社」，百合子才願意通過申請（但未來也會視熱帶社的活動內容來決定要不要回收該社團）。
當飛鳥跑來抗議風紀委員執法過於針對熱帶社，本人表示「不會干涉風紀委員會」（第12集）。
第24集接受向井慧的採訪時本人用心盡責的介紹學校特色，但是講解到一半熱帶社製作的橫條被風吹走並且百合子和向井慧等節目人員被飛來的橫條打中落入河水中，因為熱帶社闖禍的關係害百合子丟臉而很生氣，對熱帶社的成員們誓言要收回熱帶社，此舉也引來飛鳥的不滿，在跟飛鳥爭執時，向井慧出現並提議雙方參加了問答節目看哪隊高分來決定熱帶社的去留，於是學生會和熱帶社的對決就此展開，在最後的題目百合子跟飛鳥兩人狂奔跑去博物館門口搶先按鈴搶答，但最終仍輸給飛鳥，自己的學生會隊伍淪為第二名，只好給熱帶社繼續保留下來。
第31集在校外合宿旅行中遇到努梅麗帶頭的超絕對延遲獸襲擊，與飛鳥一同指揮疏散，因超絕對延遲獸造成的衝擊而昏倒，在紅鶴天使搖醒下恢復意識，在目睹紅鶴天使與敵人交戰時感覺紅鶴天使身影很像飛鳥。
第38集正式卸任學生會會長一職，由前學生會副會長一條里香接任，在去未來要進入的鳳凰學院裡接受網球訓練恰好被熱帶社成員見到，看到飛鳥就主動要求一對一對決，雙方對決到一半時敵人來襲飛鳥不得不中途暫停比賽要跟另外四人一起應戰，也在此時懷疑著飛鳥的真實身分。
高月春奈
配音：松本沙羅（日本）；傅其慧（台灣）
友野夏緒
配音：內村史子（日本）；陳貞伃（台灣）
桐島秋穗
配音：不明（日本）；李珮嘉（台灣）
原田美冬
配音：不明（日本）；林美秀（台灣）
以上四人10年前從藍天中學畢業的校友，因答謝真夏等人幫忙找回小潘，因而在真夏成立社團時也曾向百合子求情。
角田正美
配音：大坪由佳（日本）；李珮嘉（台灣）
第12集登場，藍天中學風紀委員長。
個性正經八百，十分重視健康的校風，對於校規的嚴格遵守到了過於偏執的地步，不允許學生私帶違禁品入校園，違規就會被風紀委員沒收。
該集目睹到蘿拉在校園水池裡想要抓到她但未成功，然後來到熱帶社看到人魚水壺就認定是違禁品並把它沒收走，以致蘿拉和庫魯倫失去藏身處。
接近放學時段發現蘿拉在風紀委員辦公室身穿違規學校制服以為她是學校的學生，要蘿拉快點放學離開，兩人出去沒多久又發現蘿拉制服不符當季校服要她當場更換，但蘿拉及時逃走甩掉她，以致於角田正美未能當場拆穿她的真實身分。隔天早上在跟熱帶社爭執時瞥見庫魯倫在草叢間遊蕩，但因為一連串事故過於超乎常理，讓她自己和其他風紀委員都認定她因工作過度疲勞而導致產生幻覺，使得熱帶社逃過一劫。
至於人魚水壺被拿走的部分就是以「只要是為了社團活動而帶到學校的東西，在合理範圍內就合乎校規」這條校規為理由蒙混過去。
第30集參加下一任學生會會長競選但敗給里香。
小森泉
配音：杉山里穗（日本）；林美秀（台灣）
藍天中學廣播委員，也是小實的同班同學。
很介意自己中午廣播講述內容是否有人會注意收聽。
第13集因為前一天吃一份巨無霸百匯引起身體不適必須去保健室休息，只好交給另一位廣播委員和熱帶社成員接手主持。
林田幸惠
配音：小橋里美（日本）；陳貞伃（台灣）
藍天中學廣播委員。
水島泳子
配音：Lynn（日本）；傅其慧（台灣）
藍天中學游泳社社長。
看到初來學校的蘿拉自稱想成為「女王」，就解讀成想成為「游泳界女王」並主動挖角蘿拉邀她來游泳社。
結果發現蘿拉不會用腳游泳覺得自己誤會搞錯外加自己還要去開會，所以無法了解蘿拉為何不會用雙腳划的游泳這一事，以致不了了之。
松田玲奈
配音：杉山里穗（日本）
真夏的同班同學。
加藤大樹
配音：筱原彰宏（日本）
真夏的同班同學。
肥後翼
配音：天野宏鄉（日本）
真夏的同班同學。
仲川詩織
配音：天野聰美（日本）；傅其慧（台灣）
第26集登場，正在組建天文社的藍天中學學生。
原本一直為天文社沒有招到社員和同學間對觀星會興致缺乏而不參加校內觀星會這些事在煩惱著，在熱帶社的努力協助下成功召集大批同學帶著家長一同參加校內觀星會，而後不少同學們在看到流星雨後開始對觀星產生興趣，甚至有不少同學都想加入詩織設立的天文社。
一條里香
配音：野口瑠璃子（日本）；林沛笭（台灣）
第30集登場，原藍天中學學生會副會長，該集中參加下一任學生會會長競選並成功當選，之後於第38集接替白鳥百合子正式走馬上任。

### 其他角色
平林真舟
配音：西宏子（日本）；傅其慧（台灣）
藍天水族館的館長。
山邊優奈
配音：高橋未奈美（日本）；林美秀（台灣）
第9集登場，真夏她們在學校門口附近遇到的人氣急速上升中的新手女演員，本身的定位是「治癒系」的女演員。
首次挑戰飾演反派大小姐，但擔心自己會演不好甚至一度想放棄。之後在看到珊瑚頭戴熊貓頭套上街宣傳而作出改變自己的行為時，想到由自己來也可以改變自己。
珊瑚中暑後自願戴上熊貓頭套上街宣傳，在頭戴熊貓頭套的狀態下對民眾演下戲成功博得好評心生勇氣。之後在美雪的精心化妝下化成反派大小姐模樣順利進行演出，還因而成為新聞焦點。
渡
配音：河村梨惠（日本）
第14集登場，幼兒園男兒童。
因為夢想是成為一名昆蟲學家所以經常獨自一人坐在一旁看昆蟲百科全書，實際上並不孤僻。雖然知道蘿拉雖然見過蝴蝶，但帶著她去看鳳蝶的蟲蛹才令其第一次結識蝴蝶需要從幼蟲、經過蟲蛹要變態成成蟲。
在延遲到底獸來襲時因為擔心鳳蝶的蟲蛹而跟瑠璃一同躲在洗手盤後，得知光之美少女的存在，跟蘿拉一起鼓勵感到害怕的瑠璃。戰後跟瑠璃成為朋友，並覺得比起一個人跟朋友比較好，跟蘿拉承諾要保守光之美少女的秘密。
瑠璃
配音：幸村惠理（日本）
第14集登場，幼兒園女兒童。
在跟珊瑚和飛鳥玩換裝娃娃時因剪出蝴蝶紙樣貼在娃娃身上的舉動而被發現跟渡一樣喜歡昆蟲，然後對著同樣熱愛昆蟲的渡感到興趣。
在延遲到底獸來襲時因為擔心鳳蝶的蟲蛹而跟渡一同躲在洗手盤後，得知光之美少女的存在感到很害怕，後來在渡的鼓勵下走出陰影並為光之美少女加油打氣。戰後跟渡成為朋友。
富婆婆
配音：今泉葉子（日本）；陳貞伃（台灣）
第22集登場，德高望重的南乃島長老。
同集中向光之美少女一行人講述流傳於南乃島上有關於「森林人魚」以及「人魚寶藏」的傳聞，之後和下面三位小孩共同目睹到在明月下高高躍起的森林人魚，實現了多年未能實現的願望而感動落淚。
洋介
配音：弘松芹香（日本）；傅其慧（台灣）
第22集登場，居住於南乃島的小孩。
和上面的富婆婆以及下面的兩個小夥伴共同目睹到在明月下高高躍起的森林人魚後表示絕不會忘記眼前的一幕，等長大後會把這件事傳達給世人。
陽奈
配音：林美秀（台灣）
第22集登場，居住於南乃島的小孩。
三田
配音：內村史子（日本）；陳貞伃（台灣）
第22集登場，居住於南乃島的小孩。
向井慧
配音：本人演出（日本）；陳彥鈞（台灣）
第24集登場，由本人演出的搞笑藝人，該集中為問答節目《問答在當地！藍天市》的主持人。
櫻川咲的父親
配音：宇垣秀成（日本）；陳彥鈞（台灣）
第25集登場，家中經營蘋果園。
該集中在學校開放日家長們會來觀摩參訪學生子女們的課堂表現，連他也會來參加，此事也讓真夏她們誤以為櫻川老師若在學校開放日表現不佳的話，很有可能再也不能當老師還有必須回老家繼承蘋果園。但最終證實他來到藍天市主要是與蘋果園的工作夥伴們來參加偶像團體「愛麗絲」的演唱會，去女兒教職的學校看女兒教學狀況只是順便而已。
昂妮忒／綠洲天使（Agnete／Cure Oasis）
配音：中原麻衣（日本）；林美秀（台灣）
代表顏色：  綠色
第29集登場，同時出現在真夏和慢慢魔女兩人夢境中的神秘少女，為真夏等人之前的上代光之美少女，格蘭海洋一直流傳著她在多年前曾經與慢慢魔女交手並且拯救世界的傳說。其本名叫昂妮忒，該集中當真夏等人面臨危機之時突然現身於她們面前將陸地愛心戒指親自交予她們，之後對真夏等人留下一句「去拯救這個世界以及那個變為慢慢魔女的魔女」的忠告後消失在眾人面前。
第37集因真夏等現任光之美少女們發揮活力能量而再度現身協助她們，然後運用自己的力量把被巴特拉給奪走的海洋愛心戒指瞬間移動到她們的手中，戰後聯繫人魚女王告知自己還必須要解救慢慢魔女這件重要的事要做，因此還會待在現世一段時間的實情。
第44集真夏等人從蘿拉由人魚女王的口中得知其在過去曾救助過慢慢魔女並且願意和她做朋友，當慢慢魔女襲擊自己所居住的小鎮後不得不變身成光之美少女與慢慢魔女交戰，可雙方打得難分難解無法分出勝負，為此延遲魔女決定待在大本營等待時機擇日再次出擊與昂妮忒交戰，但慢慢魔女這一拖延就是拖數百年的同時自己也早就已經不在世間，在真夏對慢慢魔女的開導下以靈魂姿態與真夏重疊方式出現讓慢慢魔女見到自己時激動得落淚，最後帶著慢慢魔女一同離開消失。
變身咒語為「光之美少女！熱情變身！」。
變身口號為「拯救枯萎的心靈！綠洲天使！」。

### 客串
花咲蕾／花蕾天使（Hanasaki Tsubomi／Cure Blossom）
配音：水樹奈奈（日本）；楊凱凱（台灣）
形象顏色：  粉红色
生日：2月24日（雙魚座）
14歲，從鎌倉轉學至私立明堂學園國中部的二年二班。個性含蓄，非常喜歡花。和父母親及祖母經營「花咲花店」。起初只打算加入學校園藝社，但因為繪里香改造她的造型，也解開了她內向的性格，而被說服同時加入時尚社擔任副社長。夢想是當植物學家，把全世界的沙漠變成花園。擅長花語、諺語和古文。心靈之花為「櫻花」。
於第33集客串出現。
來海繪里香／海洋天使（Kurumi Erika／Cure Marine）
配音：水澤史繪（日本）；林美秀（台灣）
形象顏色：  藍色
生日：5月26日（雙子座）
14歲，私立明堂學園國中部二年二班的學生。個性活潑，愛多管閒事，非常喜歡時裝。和父、母親及姊姊經營名為「精靈淚滴（Fairy Drop）」的流行服飾店，緊鄰花咲家的鄰居。代表花為「水色雛菊」，心靈之花為「白色仙客來」。
於第33集客串出現。
明堂院樹／陽光天使（Myoudouin Itsuki／Cure Sunshine）
配音：桑島法子（日本）；傅其慧（台灣）
形象顏色：  黄色（  金色）
生日：4月15日（白羊座）
14歲，私立明堂學園國中部二年級，擔任學生會長。文武兩道並強、長相俊美，受蕾的景仰與許多學生的愛慕。雖然是女性，但為代替體弱多病的哥哥繼承家業，平時作男裝打扮。代表花為「向日葵」，心靈之花為「牡丹」。
於第33集客串出現。
月影百合／月光天使（Tsukikage Yuri／Cure Moonlight）
配音：久川綾（日本）；林沛笭（台灣）
形象顏色：  紫色（  銀色）
生日：5月19日（金牛座）
17歲，私立明堂學園高中部二年級，是桃香同班的摯友，幫忙其工作缺席時的上課筆記。成績在全學年名列前茅，性格冷僻。代表花為「玫瑰」，心靈之花為「百合」。
於第33集客串出現。
以上四人皆在本作第33集和客串登場。

## 相關道具
熱帶粉底盒（Tropical Pact）
初期四位光之美少女的變身道具，組合愛心戒指後，以化妝的方式進行變身。
第44話透露綠洲天使也擁有這個粉底盒。
愛心戒指（Heart Kuru Ring）
光之美少女的變身道具，平時會作為戒指佩戴，變身時則會作為鑰匙打開熱帶粉底盒或人魚水之粉底盒進行變身。
若愛心戒指從粉底盒脫落，會解除光之美少女的變身。
閃耀唇膏魔法棒（Heart Rouge Rod）
初期四位光之美少女的武器，最初是由真夏重視的唇膏轉換而來，其餘三人則使用那支唇膏分離增加出來的個體。
擁有照明功能。
第44話透露綠洲天使也擁有此武器。
人魚水晶瓶（Mermaid Aqua Pot）
蘿拉與庫魯倫在人類世界的棲身之所。
近看螢幕可以看到裡面的房間，缺點是帶著它到處行動若晃動動作太大的話，裡頭的蘿拉也會被影響跟著被搖來搖去。
戰鬥時可以用來搜尋以及回收延遲獸搶走的幹勁能量，而回收幹勁能量時也能恢復光之美少女們的體力。
原先要在淨化延遲獸或者延遲到底獸之後才會歸還幹勁能量，但變身成滄海天使進行回收的話可以立刻歸還能量。
有拍照功能，照片會印在泡泡上飄出來，泡泡照片可以收進水壺裡，也可以讓泡泡照片自己飛去給特定對象，第16集中得知還可以把拍照出來的泡泡弄成指路記號。
蘿拉可以從內部進行相當程度的操作，包括以念力飄浮起來移動，但操縱上似乎不好上手，小實在蘿拉身體時期操縱它到處飄就花費不少力氣。
第12集被風紀委員沒收導致蘿拉跟庫魯倫失去藏身處，不過很快就被蘿拉偷找回來。
設計上只要觸碰一下螢幕就會把東西吸進去，理論上只有人魚或妖精（的肉身）才能進入水壺裡面，只是人類無法進入水壺裡面，不過任何物品觸碰螢幕也會被吸進去，吸力大到甚至能把抓住物品的人類給吸進去裡面。
第35集中顯示只有蘿拉能夠操作人魚水壺的回收幹勁能量功能，若是換成別人所操作的話幹勁能量雖然也能被回收，但卻只能停留在人魚水壺裡無法自動物歸原主。而由於很難知道幹勁能量的原主是誰，如果用手動方式直接將幹勁能量倒回到原主身上的話則很容易會導致一個人身上出現另外一個人幹勁能量的混亂場面。
第42集蘿拉在試圖用人魚水壺回收巴特拉製造的鯨魚超終極拖拖怪身上的活力能量時，因為人魚水壺被巴特拉的白色手杖所發射的水砲攻擊，造成嚴重損壞而無法回收幹勁能量，隨後於第43集交由人魚女王來修復並在第45集修復完成後重新交回到蘿拉手上，令蘿拉與真夏等人一起操作回收幹勁能量功能回收「愚者之棺」中的所有幹勁能量。
海洋稜鏡（Ocean Prism Mirror）
為格蘭海洋的女王候選人證明，蘿拉隨身攜帶的物品。
愛心四重奏戒指（Heart Quartet Ring）
第10集登場，初期四位光之美少女發動合體必殺技「光之美少女 混合熱帶」的必要道具，結合愛心唇膏魔法棒使用，使用蘿拉回收到的七彩幹勁能量變化而來。
人魚水之粉底盒（Mermaid Aqua Pact）
第17集登場，滄海天使的變身道具兼武器，同樣組合愛心戒指後，以化妝的方式進行變身，也可以發動必殺技。
裝上粉餅刷跟香氛閃亮戒指就能轉換為「泡沫型態（Bubble Form）」發動個人技。
第43集透露人魚女王曾經擁有這個粉底盒，想變身成光之美少女但沒有成功。第17集由人魚女王親自交予蘿拉，當時處於石化狀態，但因蘿拉激發幹勁能量而解除封印。
香氛閃亮戒指（Perfume Shiny Ring）
第22集登場，滄海天使發動個人技的必要道具，結合人魚水之粉底盒使用。
由蘿拉於南乃島的一處山洞中找到。此戒指只有在使用招式時是戒指型態，平常未使用時是手鐲的樣子。
根據第21集巴特拉查閱到的文獻和第22集巴特拉本人對努梅麗與艾爾達的說法，該戒指跟敵方的「愚者之棺」似乎有一定程度的關聯性。第43集更得知是人魚女王將其藏於南乃島的山洞中。
熱帶愛心梳妝台（Tropical Heart Dresser）
第29集登場，全體光之美少女的新武器，外形為梳妝台，配合「陸地愛心戒指」及「海洋愛心戒指」可使光之美少女們變身為「卓越熱帶型態」並發動合體必殺技「光之美少女 陸地活力節拍」及「光之美少女 海洋活力節拍」。
鏡面可以跟格蘭海洋的人進行視訊通話（第36集）。由真夏等人之前在第28集的文化祭上合力親手製作的梳妝台轉換而來。
大地愛心戒指（Land Heart Kuru Ring）
第29集登場，全體光之美少女變身為卓越熱帶型態並發動合體必殺技「光之美少女 陸地活力節拍」的必要道具，配合熱帶愛心梳妝台使用。由真夏等人之前的上代傳說中的光之美少女——綠洲天使親自交予她們。
海洋愛心戒指（Marine Heart Kuru Ring）
第36集登場，全體光之美少女變身為卓越熱帶型態並發動合體必殺技「光之美少女 海洋活力節拍」的必要道具，同樣配合熱帶愛心梳妝台使用。
由真夏等人的堅強心靈對其產生回應後，於格蘭海洋的一處貝殼中發現，但剛發現便不幸被巴特勒給奪走並被鎖在他的保險櫃裡，之後於第37集被真夏等人給釋放出的幹勁能量所呼應，由綠洲天使透過熱帶愛心梳妝台的梳妝鏡傳送至真夏等人面前。
第44話透露綠洲天使曾經擁有這個戒指，並使用「光之美少女 海洋活力節拍」，但配合閃耀唇膏魔法棒使用。

## 電視動畫
日本
「熱情閃耀！光之美少女」（トロピカル〜ジュ！プリキュア）
- 播放電視台及時間：朝日電視台，逢星期日早上8時30分至9時
- 播放日期：2021年2月28日—2022年1月30日 全46集

台灣
「熱情閃耀！光之美少女」
- 播放電視台及時間：東森幼幼台，逢星期六早上8時至8時30分，逢星期五下午4時至4時30分（重播），以國語配音播出。
- 播放日期：2021年6月19日—2022年4月30日 全46集

### 製作人員
- 原作：東堂泉
- 製作人：佐藤有（朝日放送）、田中昂（ABC動畫）、利根里佳（ADK）、村瀨亞季（東映動畫）
- 系列導演：土田豐
- 系列構成：橫谷昌宏
- 角色設計：中谷友紀子
- 美術設計：今井美紀
- 色彩設計：柳澤久美子
- 音樂：寺田志保
- 製作協力：東映
- 製作：朝日放送、ABC動畫、ADK、東映動畫

### 主題曲
片頭曲
（第1集～第18集）
作詞：大森祥子，作曲、編曲：EFFY，主唱：Machico
第4集與第5集的片頭曲有使用到「電影 Tropical-Rouge！光之美少女 小小電影♡闖入跨世代舞會！」的部分畫面。
（第19集～第32集，第34集～第46集）
作詞：大森祥子，作曲、編曲：EFFY，主唱：Machico，合唱：迸放熱帶部成員:「 夏海真夏（菲魯茲·藍）、涼村珊瑚（花守由美里）、一之瀨實（石川由依）、瀧澤飛鳥（瀨戶麻沙美）、蘿拉（日高里菜）」
第34集至第36集的片頭曲有使用到「電影 Tropical-Rouge！光之美少女電影版 雪之公主與奇蹟的戒指！」的部分畫面。
（第33集）
作詞：大森祥子，作曲、編曲：EFFY，主唱：迸放熱帶部成員:「夏海真夏（菲魯茲·藍）、涼村珊瑚（花守由美里）、一之瀨實（石川由依）、瀧澤飛鳥（瀨戶麻沙美）、蘿拉（日高里菜） 」
第33集的片頭曲有使用到「電影 Tropical-Rouge！光之美少女電影版 雪之公主與奇蹟的戒指！」的部分畫面。
台灣版主題曲
「Viva！Spark！熱情閃耀！光之美少女」
作詞：曾世詩，作曲、編曲：EFFY，主唱：天笠鼠姐姐、葡萄姐姐、百香果姐姐、酪梨姐姐
片尾曲
（第1集～第3集，第6集～第16集）
作詞：兒玉沙織，作曲、編曲：馬瀨美咲（Lantan），主唱：吉武千颯
第3集片尾曲插入了前作Healin' Good ♥ 光之美少女四位主角與本作初期四位主角一起跳舞的片段，以宣傳即將上映的電影《電影 Healin' Good ♥ 光之美少女 電影版 心動時分夢想小鎮！GoGo！大變身！！》。
（第4集～第5集）
作詞：藤本記子、兒玉沙織，作曲：ANDW、馬瀨美咲（Lantan），編曲：立山秋航、馬瀨美咲（Lantan），主唱：宮本佳那子、吉武千颯，混音編曲：馬瀨美咲
本曲為宣傳「電影 Tropical-Rouge！光之美少女 小小電影♡闖入跨世代舞會！」的片尾曲。
 （第17集～第32集，第37集～第46集）
作詞：兒玉沙織，作曲、編曲：馬瀨美咲、堀本陸，主唱：北川理惠、吉武千颯
 （第33集～第36集）
作詞：六ツ見純代，作曲、編曲：森いづみ，主唱：夏日天使（菲魯茲·藍）、珊瑚天使（花守由美里）、水果天使（石川由依）、紅鶴天使（瀨戶麻沙美）、人魚天使（日高里菜）、花蕾天使（水樹奈奈）、海洋天使（水澤史繪）、陽光天使（桑島法子）、月光天使（久川綾），舞蹈創作：
本曲為宣傳「電影 Tropical-Rouge！光之美少女電影版 雪之公主與奇蹟的戒指！」的片尾曲，且片尾曲畫面為本作五位主角與光之美少女：甜蜜天使！四位主角一起跳舞的片段。
插入曲
（第13集）
作詞：六見純代，作曲、編曲：高木洋，主唱：蘿拉（日高里菜）
（第46集）
作詞：六見純代，作曲、編曲：高木洋，主唱：蘿拉（日高里菜）、夏海真夏（菲魯茲·藍）、涼村珊瑚（花守由美里）、一之瀨實（石川由依）、瀧澤飛鳥（瀨戶麻沙美）

### 各集標題
| 集數 | 日文標題 | 中文標題                                 | 中文標題                              | 中文標題                              | 劇本     | 分鏡              | 演出       | 作畫監督                                     | 美術            | 日本播放日期   | 台灣播放日期   |
| ---- | -------- | ---------------------------------------- | ------------------------------------- | ------------------------------------- | -------- | ----------------- | ---------- | -------------------------------------------- | --------------- | -------------- | -------------- |
| 1    |          | 熱情奔放！充滿幹勁！夏日天使！           | 迸放熱帶！幹勁全開！Cure Summer！     | 充滿熱情！活力全開！夏日天使！        | 橫谷昌宏 | 土田豐            | 土田豐     | 上野賢                                       | 今井美紀        | 2021年 2月28日 | 2021年 6月19日 |
| 2    |          | 真夏和蘿拉！究竟誰的「最重要」比較重要？ | 真夏與蘿拉！究竟哪一邊才是最重要？    | 真夏與蘿拉！究竟誰才最重要的？        | 橫谷昌宏 | 村上貴之          | 佐佐木雄三 | 下谷美保 皆川祐輝                            | 濱野英次        | 3月7日         | 6月26日        |
| 3    |          | 相信自己！可愛滿點！珊瑚天使！           | 相信自己！可愛滿滿！Cure Coral！      | 相信自己！可愛滿滿！珊瑚天使！        | 橫谷昌宏 | 佐藤順一          | 飛田剛     | 美馬健二                                     | 齋藤優          | 3月14日        | 7月3日         |
| 4    |          | 活力四射的木瓜天使！這就是我的故事！             | 活力綻開Cure Papaya！這是我的故事！   | 充滿的活力水果天使！這是我的故事！            | 橫谷昌宏 | 宮元宏彰          | 川崎弘二   | 濱野裕一 為我井克美                          | 平良亞梨沙      | 3月21日        | 7月10日        |
| 5    |          | 學姊來了！燃燒吧！火烈鳥天使！                     | 學姐登場！燃燒吧！Cure Flamingo！     | 學姊登場！燃燒吧！紅鶴天使！                  | 守護好   | 大地丙太郎        | 岩井隆央   | 松浦仁美                                     | 東美紀          | 3月28日        | 7月17日        |
| 6    |          | 社團成立！就叫熱帶社！                   | 現在開始！其名為迸放熱帶部！                    | 現在開始！就叫活力熱情社！                      | 橫谷昌宏 | 志水淳兒          | 志水淳兒   | 藤原未來夫                                   | 李凡善          | 4月4日         | 7月24日        |
| 7    |          | 來了！海洋妖精庫魯倫！                   | 登場！海之妖精庫露倫！                | 初登場！海底精靈庫露露！              | 村山功   |                   |            | 增田誠治                                     | 濱野英次        | 4月11日        | 7月31日        |
| 8    |          | 第一次社團活動！充滿熱帶風情的便當！     | 第一次社團活動！製作便當迸放熱帶！    | 第一次社團活動！製作超熱情便當！      | 井上美緒 | 西村聰            | 伊藤史夫   | 森亞彌子 和田伸一 中村葉子                   | 戶杉奈津子      | 4月18日        | 8月7日         |
| 9    |          | 化妝是魔法？從電影感受到熱帶風情！       | 化妝是魔法？在電影中迸放熱帶！        | 化妝就是魔法？在電影中熱情一下吧！    | 吉野弘幸 | 角銅博之          | 角銅博之   | 青山充                                       | 平良亞梨沙      | 4月25日        | 8月14日        |
| 10   |          | 將幹勁合而為一！光之美少女！ 混合熱帶！                         | 幹勁重合！Precure！Mix Tropical！！   | 多重活力！光之美少女！熱情閃耀！                            | 成田良美 | 大地丙太郎        | 岩井隆央   | 上野賢                                       | 東美紀          | 5月2日         | 8月21日        |
| 11   |          | 炒熱氣氛！在海邊玩沙雕！                 | 歡鬧起來！海邊的沙子藝術！            | 熱鬧起來吧！海邊的沙雕藝術！          | 守護好   | 高戶谷一步        | 高戶谷一步 | 稻上晃                                       | 李凡善          | 5月9日         | 8月28日        |
| 12   |          | 沒收！人魚水壺違反校規！？               | 沒收！人魚水壺違反校規！？            | 沒收！人魚水晶瓶違反校規！？          | 村山功   | 村上貴之          | 村上貴之   |                                              |                 | 5月16日        | 9月4日         |
| 13   |          | 手忙腳亂的校內廣播！讓人魚之歌回響校園！ | 吵吵鬧鬧的校內廣播！響徹吧 人魚之歌！ | 吵吵鬧鬧的校園廣播！響起吧 人魚之歌！ | 成田良美 | 小村敏明          | 南川達馬   | 赤田信人                                     | 戶杉奈津子      | 5月23日        | 9月11日        |
| 14   |          | 交給我吧！保育園的熱帶老師！             | 交給我吧！保育園的迸放熱帶老師！      | 交給我吧！超熱情幼稚園老師！          | 井上美緒 | 門由利子          | 門由利子   | 藤原未來夫                                   | 平良亞梨沙      | 5月30日        | 9月18日        |
| 15   |          | 小實變蘿拉，蘿拉變小實！？               | 美乃梨變成了蘿拉 蘿拉變成了美乃梨！？ | 小實變成蘿拉，蘿拉變成小實！？        | 守護好   | 小村敏明          | 飛田剛     | 美馬健二                                     | 李凡善          | 6月6日         | 9月25日        |
| 16   |          | 魔女的陷阱！蘿拉被抓了！                 | 魔女的陷阱！被囚禁的蘿拉！            | 魔女的陷阱！被囚禁的蘿拉！            | 橫谷昌宏 | 大地丙太郎        | 岩井隆央   | 松浦仁美                                     | 西田渚 濱野英次 | 6月13日        | 10月2日        |
| 17   |          | 人魚的奇蹟！變身！滄海天使！                     | 人魚的奇跡！變身！Cure Lamer          | 人魚的奇跡！變身！                    | 橫谷昌宏 | 村上貴之          | 高戶谷一步 | 增田誠治 中谷友紀子 藤原未來夫               | 戶杉奈津子      | 6月20日        | 10月9日        |
| 18   |          | 走路啦！游泳啦！蘿拉第一次上學啦！       | 走路！游泳！蘿拉第一次上學！          | 走路！游泳！蘿拉第一次上學去！        | 村山功   | 小村敏明          | 伊藤史夫   | 森亞彌子 和田伸一 中村葉子                   | 平良亞梨沙      | 6月27日        | 10月16日       |
| 19   |          | 真夏陷入恐慌！學校的七大不可思議！       | 真夏陷入恐慌！校園七大詭異事件！      | 真夏大恐慌！校園七大不可思議事件！    | 吉野弘幸 | 野呂彩芳          | 野呂彩芳   | 青山充                                       | 李凡善          | 7月4日         | 10月23日       |
| 20   |          | 名偵探小實！波蘿麵包消失事件！           | 名偵探美乃鈴！菠蘿包失蹤事件！        | 名偵探小實！消失的菠蘿麵包！          | 成田良美 | 西村聰            | 南川達馬   | 稻上晃                                       |                 | 7月11日        | 10月30日       |
| 21   |          | 暑假啦！熱帶社的集訓計劃！               | 暑假！的合宿計劃！                    | 暑假！的合宿計劃！                    | 井上美緒 | 今千秋            | 岩井隆央   | 赤田信人 沼田廣                              | 戶杉奈津子      | 7月18日        | 11月6日        |
| 22   |          | 秘密的大冒險！尋找人魚的寶藏！           | 秘密大冒險！尋找人魚寶藏！            | 秘密大冒險！尋找人魚的寶藏！          | 橫谷昌宏 | 村上貴之          | 村上貴之   | 板岡錦                                       | 平良亞梨沙      | 8月1日         | 11月13日       |
| 23   |          | 南乃祭典！請告訴我蘿拉的願望！           | 南乃祭！告訴我們 蘿拉的心願！         | 南乃祭！請告訴我們 蘿拉的願望！       | 守護好   | 深澤敏則          | 小松由依   | 藤原未來夫                                   | 李凡善          | 8月8日         | 11月20日       |
| 24   |          | 熱血對決！熱帶社VS學生會                 | 熱血對戰！迸放熱帶部VS學生會          | 熱血對決！活力熱情社VS學生會          | 村山功   | 小村敏明          | 飛田剛     | 松浦仁美                                     | 西田渚          | 8月15日        | 11月27日       |
| 25   |          | 櫻川老師力量提升大作戰！                 | 櫻川老師強化大作戰！                  | 櫻川老師加強大作戰！                  | 井上美緒 | 大地丙太郎        | 高戶谷一步 | 館崎大                                       | 戶杉奈津子      | 8月22日        | 12月4日        |
| 26   |          | 放晴吧！閃閃發光☆流星雨之夜！            | 放晴吧！璀璨的☆流星雨之夜！           | 放晴吧！閃亮的☆流星雨之夜！           | 守護好   | 小村敏明          | 山內東生雄 | 森亞彌子 和田伸一 中村葉子 吉森直子          | 平良亞梨沙      | 8月29日        | 12月11日       |
| 27   |          | 幹勁能量消失了？水族館不可思議之旅！     | 幹勁不翼而飛？水族館的神奇之旅！      | 活力能量消失了？水族館神秘之旅！      | 井上美緒 | 貝澤幸男          | 岩井隆央   | 青山充                                       | 李凡善          | 9月5日         | 12月18日       |
| 28   |          | 文化祭！大家一起幫藍天化妝！             | 文化節！齊心協力 青空化妝！           | 文化祭！大家一起藍天化妝！            | 吉野弘幸 | 門由利子          | 門由利子   | 美馬健二                                     | 西田渚          | 9月12日        | 12月25日       |
| 29   |          | 傳說復甦！光之美少女化妝增強！           | 復甦的傳說！光之美少女化妝強化！      | 傳說復甦！光之美少女裝扮升級          | 橫谷昌宏 | 田中裕太          | 田中裕太   | 森佳祐                                       | 戶杉奈津子      | 9月19日        | 2022年 1月1日  |
| 30   |          | 大選舉！蘿拉是學生會長！？               | 大選舉！蘿拉要當學生會長！？          | 大選舉！蘿拉成了學生會長！？          | 村山功   | 今千秋            | 南川達馬   | 稻上晃                                       | 東美紀          | 9月26日        | 1月8日         |
| 31   |          | 列車上麻煩不斷！飛鳥的畢業旅行！         | 麻煩不斷的列車！飛鳥的修學旅行！      | 麻煩列車！飛鳥的修學旅行！            | 村山功   | 貝澤幸男          | 岩井隆央   | 藤原未來夫                                   | 平良亞梨沙      | 10月3日        | 1月15日        |
| 32   |          | 奔向走秀台！珊瑚的時裝秀！               | 縱橫T台！珊瑚的時裝秀！               | 走向伸展台！珊珊的時裝秀！            | 守護好   | 小川孝治          | 飛田剛     | 赤田信人 沼田廣                              | 李凡善          | 10月10日       | 1月22日        |
| 33   |          | Viva！用10個故事展現熱帶風情！           | Viva！10個故事 迸放熱帶吧！           | 萬歲！10個故事就讓妳超熱情！          | 橫谷昌宏 | 大地丙太郎        | 高戶谷一步 | 中谷友紀子                                   | 西田渚 濱野英次 | 10月17日       | 1月29日        |
| 34   |          | 夢想無限大！你長大後想做什麼？           | 夢想無限大！長大之後想做什麼？        | 夢想無限大！長大之後想要什麼？        | 橫谷昌宏 | 小村敏明          |            | 森亞彌子 和田伸一 中村葉子 吉森直子 北田久登 | 戶杉奈津子      | 10月24日       | 2月5日         |
| 35   |          | 興奮不已的萬聖節！真夏，不要輸了！       | 令人興奮的萬聖節！不要輸 真夏！       | 令人興奮的萬聖節！真夏不要輸！        | 守護好   | 貝澤幸男          | 小松由依   | 松浦仁美                                     | 東美紀          | 10月31日       | 2月12日        |
| 36   |          | 我來了！人魚王國「格蘭海洋」！           | 我們來了！人魚王國・格蘭海洋！        | 我們回來了！人魚王國・格蘭海洋！      | 吉野弘幸 | 佐佐木憲世        | 佐佐木憲世 | 美馬健二 藤原未來夫                          | 平良亞梨沙      | 11月14日       | 2月19日        |
| 37   |          | 人魚的記憶！奪回海之戒指！               | 人魚的記憶！奪回海洋之戒！            | 人魚的記憶！奪回海洋愛心戒指！        | 橫谷昌宏 | 村上貴之          | 村上貴之   | 青山充                                       | 李凡善          | 11月21日       | 2月26日        |
| 38   |          | 得分！飛鳥的友情殺球！                   | 得分吧！飛鳥的友情扣殺！              | 一決勝負！飛鳥的友情扣殺！            | 村山功   | 西田正義          | 武藤公春   | 原憲一 Noh Gil-bo                            | 西田渚          | 11月28日       | 3月5日         |
| 39   |          | 找到了！珊瑚的閃亮舞台！                     | 尋覓！珊瑚的閃耀舞台！                    | 去尋找吧！珊珊的閃亮舞台！                | 吉野弘幸 | 西田正義          | 岩井隆央   | 赤田信人 沼田廣                              | 戶杉奈津子      | 12月5日        | 3月12日        |
| 40   |          | 編織小實的新故事！                       | 編織！美乃梨的新故事！                | 編織吧！小實的嶄新故事！              | 成田良美 | 小村敏明          | 南川達馬   | 藤原未來夫                                   | 東美紀          | 12月12日       | 3月19日        |
| 41   |          | 開會了！熱帶社，集合～！                 | 開會啦！迸放熱帶部 集合！                       | 會議開始！活力熱情社 集合！                     | 橫谷昌宏 | 志水淳兒          |            |                                              | 李凡善          | 12月19日       | 3月26日        |
| 42   |          | 襲擊！最強的！                           | 襲擊！最強的！                        | 襲擊！最強的！                        | 橫谷昌宏 | 貝澤幸男          | 飛田剛     | 松浦仁美 廣中美佳                            | 平良亞梨沙      | 12月26日       | 4月2日         |
| 43   |          | 潛入深海的魔女大宅！                     | 潛入！深海的魔女之屋！                | 潛入！深海的魔女之家！                | 橫谷昌宏 | 小村敏明 小川孝治 | 岩井隆央   | 上野賢                                       | 李凡善          | 2022年 1月9日  | 4月9日         |
| 44   |          | 對魔女而言最重要的事情                   | 魔女最重要的事！                      | 魔女心中最重要的事！                  | 橫谷昌宏 | 佐佐木憲世        | 佐佐木憲世 | 青山充                                       | 今井美紀        | 1月16日        | 4月16日        |
| 45   |          | 幹勁大決戰！閃耀！熱帶天堂！             | 幹勁大決戰！閃耀吧！熱帶天堂！        | 活力大決戰！閃耀吧！熱情天堂！        | 橫谷昌宏 | 土田豐            |            | 板岡錦                                       | 戶杉奈津子      | 1月23日        | 4月23日        |
| 46   |          | 閃耀熱帶風情！屬於我們的當下！           | 迸放熱帶吧！我們的此刻！              | 熱情一下吧！屬於我們的當下！          | 橫谷昌宏 | 土田豐            | 土田豐     | 中谷友紀子                                   | 平良亞梨沙      | 1月30日        | 4月30日        |

## 播放媒體

### 電視台
| 播放電視台   | 播放日期                                                 | 播放時間                                  | 所屬聯播網      | 備註            |
| ------------ | -------------------------------------------------------- | ----------------------------------------- | --------------- | --------------- |
| 朝日放送     | 2021年2月28日 - 2022年1月30日                            | 星期日 08:30 - 09:00                      | 朝日電視台系列  | 同時            |
| 朝日電視台   | 2021年2月28日 - 2022年1月30日                            | 星期日 08:30 - 09:00                      | 朝日電視台系列  | 同時            |
| 名古屋電視台 | 2021年2月28日 - 2022年1月30日                            | 星期日 08:30 - 09:00                      | 朝日電視台系列  | 同時            |
| 新潟電視台21 | 2021年2月28日 - 2022年1月30日                            | 星期日 08:30 - 09:00                      | 朝日電視台系列  | 同時            |
| 長崎文化放送 | 2021年2月28日 - 2022年1月30日                            | 星期日 08:30 - 09:00                      | 朝日電視台系列  | 同時            |
| 山陰放送     | 2021年3月6日 - 2021年3月27日 2021年4月4日 - 2022年2月6日 | 星期六 11:15 - 11:45 星期日 06:15 - 06:45 | TBS系列         | 延遲6日 延遲7日 |
| 東森幼幼台   | 2021年8月6日 - 2022年6月17日                             | 星期五 20:00                              | YOYO官方Youtube |                 |

| 日本 朝日放送電視台和朝日電視台系列 星期日 08:30—09:00     | 日本 朝日放送電視台和朝日電視台系列 星期日 08:30—09:00      | 日本 朝日放送電視台和朝日電視台系列 星期日 08:30—09:00 |
| ---------------------------------------------------------- | ----------------------------------------------------------- | ------------------------------------------------------ |
|                                                            | Tropical-Rouge！光之美少女 （2021年2月28日—2022年1月30日）  |                                                        |
| Healin' Good ♥ 光之美少女 （2020年2月2日 - 2021年2月21日） | Delicious Party ♡ 光之美少女 （2022年2月6日—2023年1月29日） |                                                        |

| 臺灣 東森幼幼台 星期六 08:00 - 08:30 · 2021年7月23日每週五下午四點重播 · 2022年1月29日正式取消每週五下午四點重播 · 2022年2月11日恢復每週五下午四點重播 | 臺灣 東森幼幼台 星期六 08:00 - 08:30 · 2021年7月23日每週五下午四點重播 · 2022年1月29日正式取消每週五下午四點重播 · 2022年2月11日恢復每週五下午四點重播 | 臺灣 東森幼幼台 星期六 08:00 - 08:30 · 2021年7月23日每週五下午四點重播 · 2022年1月29日正式取消每週五下午四點重播 · 2022年2月11日恢復每週五下午四點重播 |
| --- | --- | --- |
| | 熱情閃耀！光之美少女 （2021年6月19日 - 2022年4月30日）                                                                                                 | |
| 元氣魔法♥光之美少女 | 美味PARTY ♡ 光之美少女 | |

### 日本國內網路播放
| 播放期間                      | 播放時間         | 播放網站 | 參考                 |
| ----------------------------- | ---------------- | -------- | -------------------- |
| 2021年2月28日 - 2022年1月30日 | 星期日 9:00 更新 | TVer     | 限時免費播放最新一集 |
|                               |                  |          |                      |

## 劇場版

- 日本上映日期：2021年3月20日
- 短篇動畫電影，與《元氣魔法♥光之美少女電影版 心動時分夢想小鎮！GoGo！大變身！！》同時上映。


- 日本上映日期：2021年10月23日
- 本作是光之美少女單獨劇場版中第三次有前作光之美少女登場的作品[註 37]
- 本作與本篇第33集有著劇情上的連動[註 38][註 39]。
- 本作更是光之美少女系列劇場版第三十部紀念作。

#### 故事簡介
真夏一行人受邀前往雪之王國「香蒂婭」參加新任女王的加冕儀式，卻在儀式中途遭到來路不明的怪物襲擊，整個王國陷入冰凍。為了拯救冰封的王國，以及蘿拉重要的朋友，他們將和光之美少女：甜蜜天使！的一行人一起，挺身而出！

#### 登場人物
雪倫（Sharon）
配音：松本真理香（日本）
本作反派，也是香蒂婭的公主。以“充滿笑容的國家”為理想，以女王的身份舉行加冕儀式，邀請了以真夏等人為首的各種各樣的人。此外，她還與同樣立志成為女王的蘿拉關係密切，聽說格蘭海洋的現狀后，為了希望蘿拉幸福將「冰雪愛心戒指」交給蘿拉。她的真實身份是如上所述的已滅亡的超古代國家的公主，13千紀前在自己即位為女王的那天國家遭到一顆彗星的撞擊，被作為父母的國王夫婦送到地下避難，回到地上看到滅亡的國家的慘狀而絕望，就那樣被下着的雪覆蓋而喪命。但是由於從彗星分離出來的隕石中蘊含著不可思議的力量，在現代得以復活，並且為了使國家再生而不擇手段，利用隕石得到的力量重新興邦，計劃把邀請來的客人變成國民，在客人要離開國家的時候用冰封國家把人們給關起來。
故事的最後階段，她在被本作的五位光之美少女使出合體必殺技「光之美少女 愛心閃耀交響曲」淨化，力量即將耗盡的時候，聽到了蘿拉唱起自己教蘿拉的、曾經在香蒂婭廣為傳唱的國歌而受到感動。然後從花蕾天使那裡得知她心中的花朵斯諾德洛普現在仍然作為「宣告春天的花」而盛開着，其中所包含的花語是「希望」。
最終在聽到蘿拉承諾將香蒂婭的歌傳播到世界各地，並將其傳遞給未來的這份意志之後，她放心的將這首歌託付給蘿拉，然後在眾人面前灰飛煙滅。
霍萬（Howan）
配音：楠木燈、井上穗乃花（日本）
居住在香緹亞的精靈們。
主持人
配音：澤田有也佳（日本）
真夏她們參加的商店街歌唱大會的主持人。

#### 片尾曲・插入曲

作詞：六ツ見純代，作曲、編曲：森いづみ
插入曲版本主唱：夏日天使（菲魯茲·藍）、珊瑚天使（花守由美里）、水果天使（石川由依）、紅鶴天使（瀨戶麻沙美）、滄海天使（日高里菜）
片尾曲版本主唱：夏日天使（菲魯茲·藍）、珊瑚天使（花守由美里）、水果天使（石川由依）、紅鶴天使（瀨戶麻沙美）、滄海天使（日高里菜）、花蕾天使（水樹奈奈）、海洋天使（水澤史繪）、陽光天使（桑島法子）、月光天使（久川綾）

#### 插入曲

作詞：大森祥子，作曲、編曲：森いづみ，主唱：Machico

### All Stars 系列電影
主條目：All Stars 系列電影
- All Stars F在本作播出完結後及《開闊天空！光之美少女》播放時上映，因此以本作故事後期設定為準。

光之美少女 All Stars F

## 外部連結
- Tropical-Rouge！光之美少女（ABC） （页面存档备份，存于）（日語）
- Tropical-Rouge！光之美少女（東映動畫） （页面存档备份，存于）（日語）
- Tropical-Rouge！光之美少女（萬代） （页面存档备份，存于）（日語）
- 電影 Tropical-Rouge！光之美少女 雪之公主與奇蹟的戒指！（東映動畫） （页面存档备份，存于）（日語）
- トロピカル〜ジュ！プリキュア　トキメク思い出メイクツアー！ （页面存档备份，存于）（日語）
- 「トロピカル～ジュ！プリキュア」お台場フェスティバル | 東京ジョイポリス （页面存档备份，存于）（日語）
- 熱情閃耀！光之美少女 - 東森幼幼 （页面存档备份，存于）（中文）
- 《熱情閃耀！光之美少女》配音卡司 - 藝昇國際（聲優事務所）（中文）